# Авангард в архитектуре Ленинграда
Авангард в архитектуре Ленинграда — направление в архитектуре советского периода, вторая половина 1920-х — начало 1930-х годов (некоторые объекты вводились до конца 1930-х).
Русская революция, построение нового государства и общества, «нового быта», восстановление страны после Гражданской войны, борьба с нехваткой жилья, неграмотностью, электрификация и индустриализация поставили перед архитекторами новые задачи. Приводимый ниже перечень упорядочен по типам построек, а однотипные постройки — по времени строительства, чтобы лучшим образом это продемонстрировать.
Значительная часть построек этого периода представляет собой совершенно новые функциональные типы зданий: дома культуры, дома-коммуны, фабрики-кухни — и новый подход к городскому планированию и застройке (жилмассивы).
Большинство построек сосредоточено в «зонах роста» того периода — на заводских окраинах, формируя вокруг Петрограда новое кольцо застройки, хотя целый ряд зданий был возведён и в историческом центре.
Язык, использованный архитекторами этого периода, весьма разнообразен и разнороден: от полного отрицания накопленного архитектурой опыта до его бережного сохранения для включения в окружающую застройку — но важность функционального назначения здания при его визуализации всегда сохранялась. Эта черта вернулась в ленинградскую архитектуру после двадцатилетнего перерыва на сталинский неоклассицизм 1940—1950-х годов, чтобы оставить значительный след, прежде всего, в застройке «спальных» районов, ещё одним кольцом охвативших город в 1960—1980-х годах.

## Административные и общественные здания
- Корпус Центрального научно-исследовательского геологоразведочного института (ныне в здании располагаются Российское агентство по судостроению и гостиница ВСЕГЕИ) на 19-й линии, 24. 1929—1934, архитектор Р. И. Китнер.  памятник архитектуры (вновь выявленный объект)[1]
- Кировский райсовет на проспекте Стачек, 18. 1930—1935, архитектор Н. А. Троцкий.
- Московский райсовет на Московском проспекте, 129. 1930—1935, архитекторы И. И. Фомин, В. Г. Даугуль, Б. М. Серебровский.  памятник архитектуры (вновь выявленный объект)[1]
- «Большой дом» (здание НКВД-МГБ-КГБ-ФСБ) на Литейном проспекте, 4. 1931—1932, архитекторы Н. А. Троцкий, А. И. Гегелло, А. А. Оль и др.  памятник архитектуры (федеральный)
- Дом лёгкой промышленности (ныне один из корпусов СПбГУТД) на Вознесенском проспекте, 44-46 (между Садовой улицей и набережной реки Фонтанки). 1931—1935, архитекторы Е. А. Левинсон, И. И. Фомин.  памятник архитектуры (вновь выявленный объект)[1]
- Бюро пропусков ОГПУ на пересечении Литейного проспекта и улицы Чайковского (ул. Чайковского, 14). 1932—1934, архитектор И. Ф. Безпалов (перестройка Сергиевского собора).
- Издательство и типография газеты «Правда» на пересечении Исполкомской и Херсонской улиц (Исполкомская ул., 12/12). 1933—1934, архитектор Д. П. Бурышкин.  памятник архитектуры (вновь выявленный объект)[1]
- Штаб ПВО в Басковом переулке, 16. 1937, архитектор Д. П. Бурышкин (?).  памятник архитектуры (вновь выявленный объект)[1]

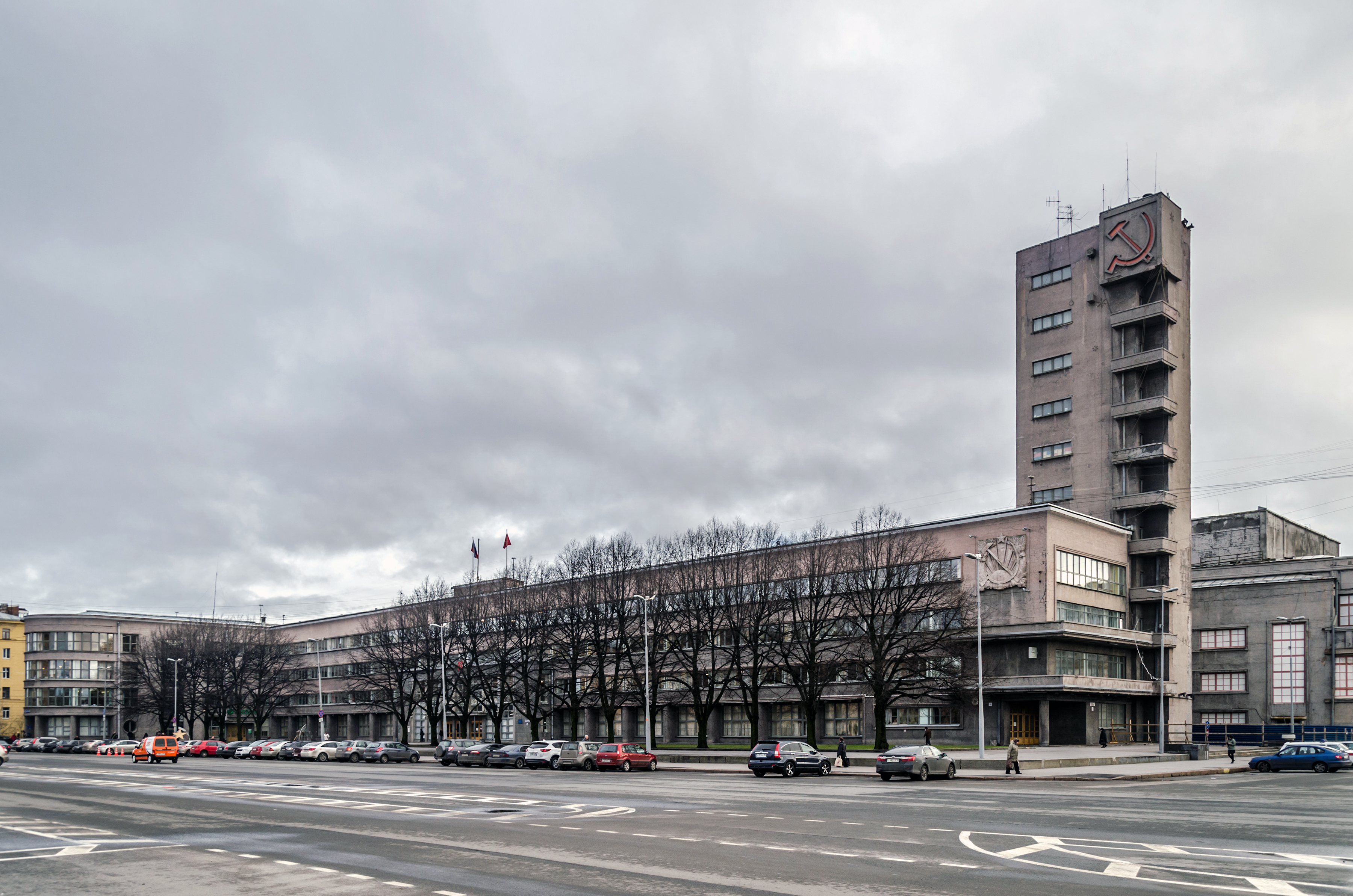
Кировский райсовет
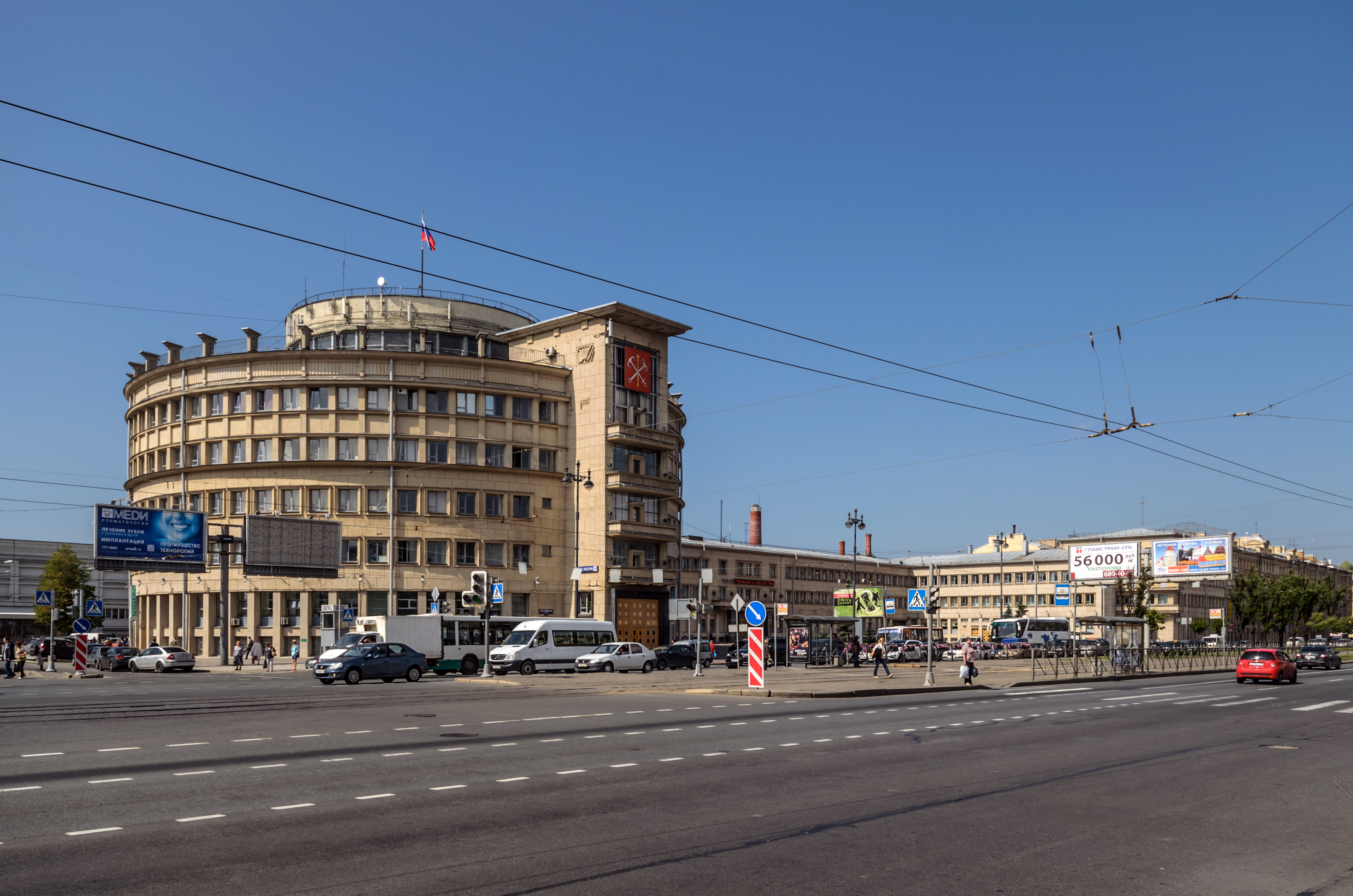
Московский райсовет
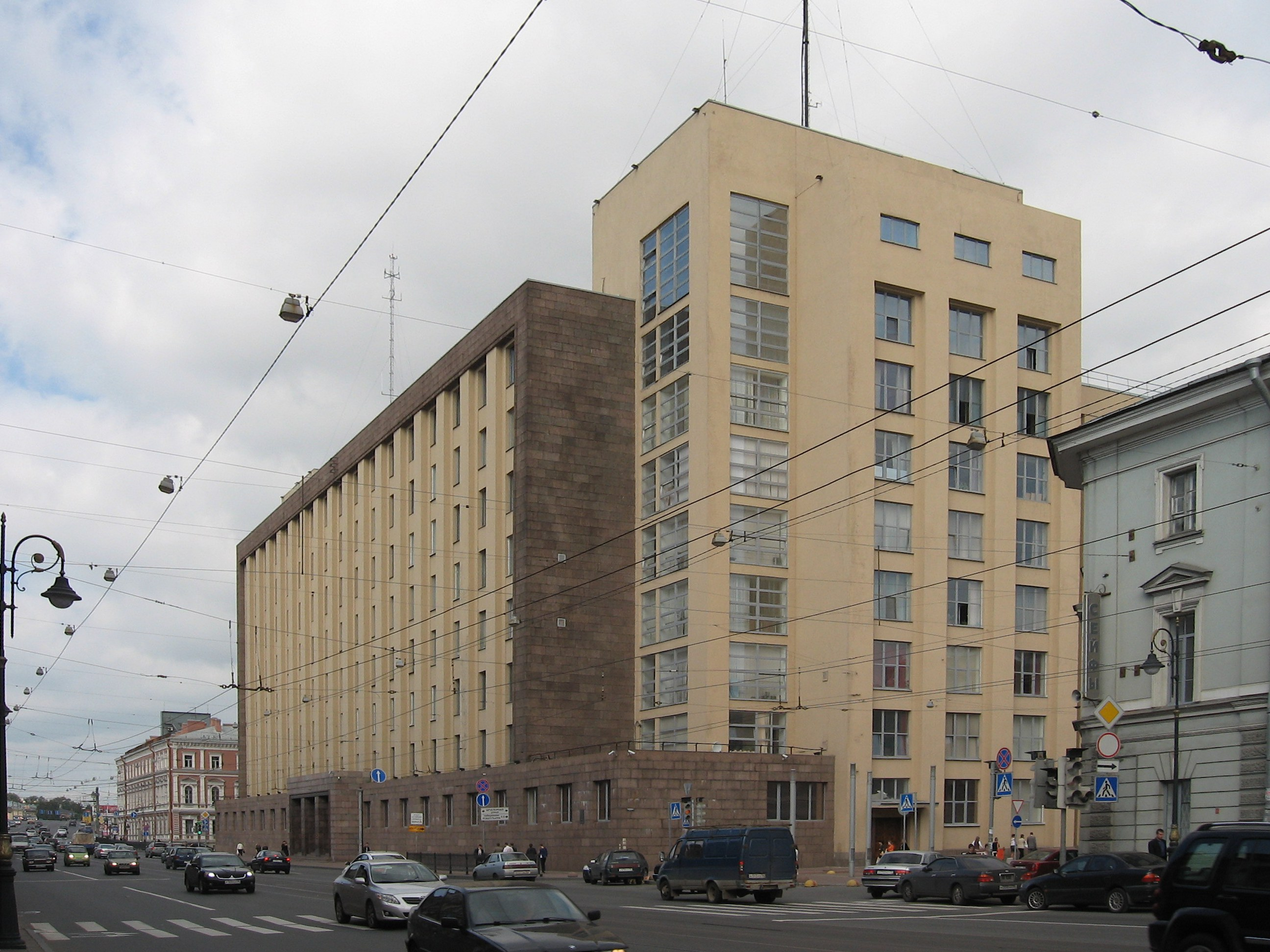
«Большой дом»

### Бани
- Геслеровские (Чкаловские) бани на пересечении Геслеровского проспекта и Большой Разночинной улицы (Чкаловский пр., 12/20). 1920-е, архитекторы А. С. Никольский и Н. Ф. Демков (МАН — Мастерская А. Никольского); 1936 (перестройка), архитекторы С. В. Васильковский, А. И. Гегелло (мастерская Гегелло).  памятник архитектуры (вновь выявленный объект)[1]
- Бани в Лесном («Круглые бани») на пересечении улицы Карбышева с площадью Мужества (ул. Карбышева, 29а/3). 1927—1930, архитекторы А. С. Никольский, В. М. Гальперин, Н. Ф. Демков, А. В. Крестин.  памятник архитектуры (региональный)
- Бани «Гигант» («Ушаковские») на улице Зои Космодемьянской, 7. 1930, архитекторы А. С. Никольский, В. М. Гальперин, А. В. Крестин.  памятник архитектуры (вновь выявленный объект)[1]
- «Лиговские бани» на Лиговском проспекте, 269. 1934, архитектор Н. Ф. Демков.
- «Станционные бани» на Станционной улице (ныне Шелгунова), 3. 1934, архитектор Н. Ф. Демков.

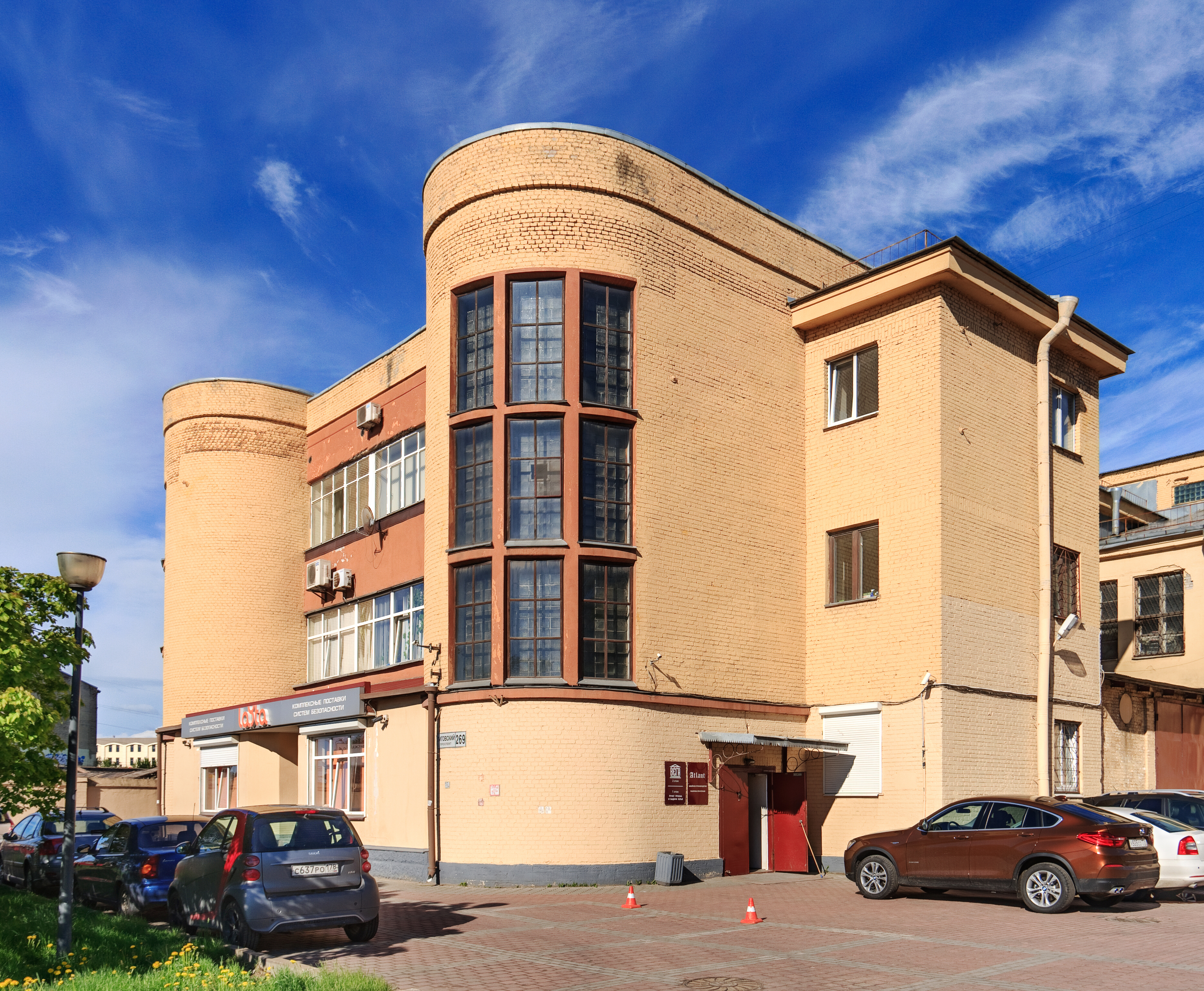
Лиговские бани
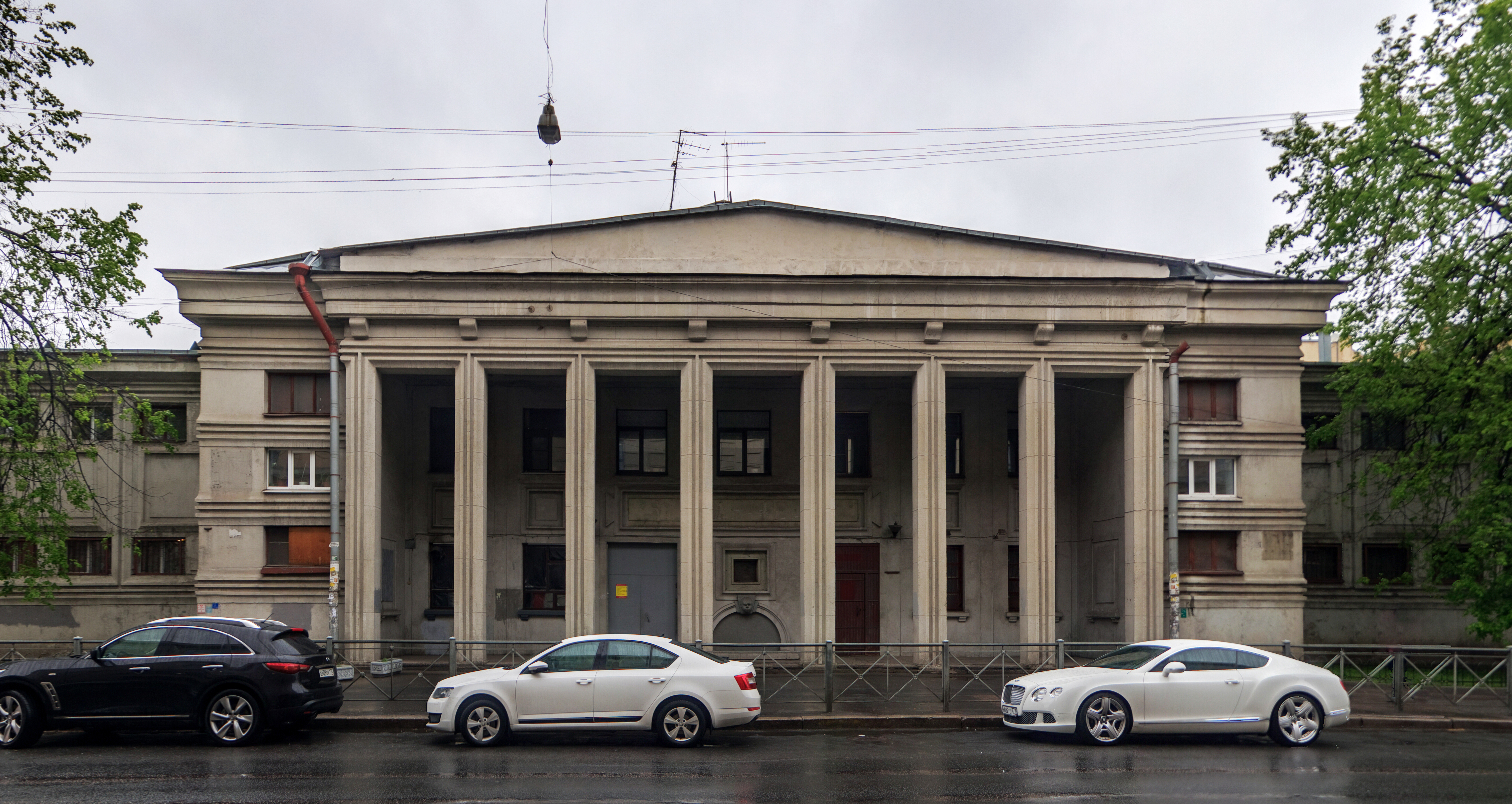
Геслеровские бани
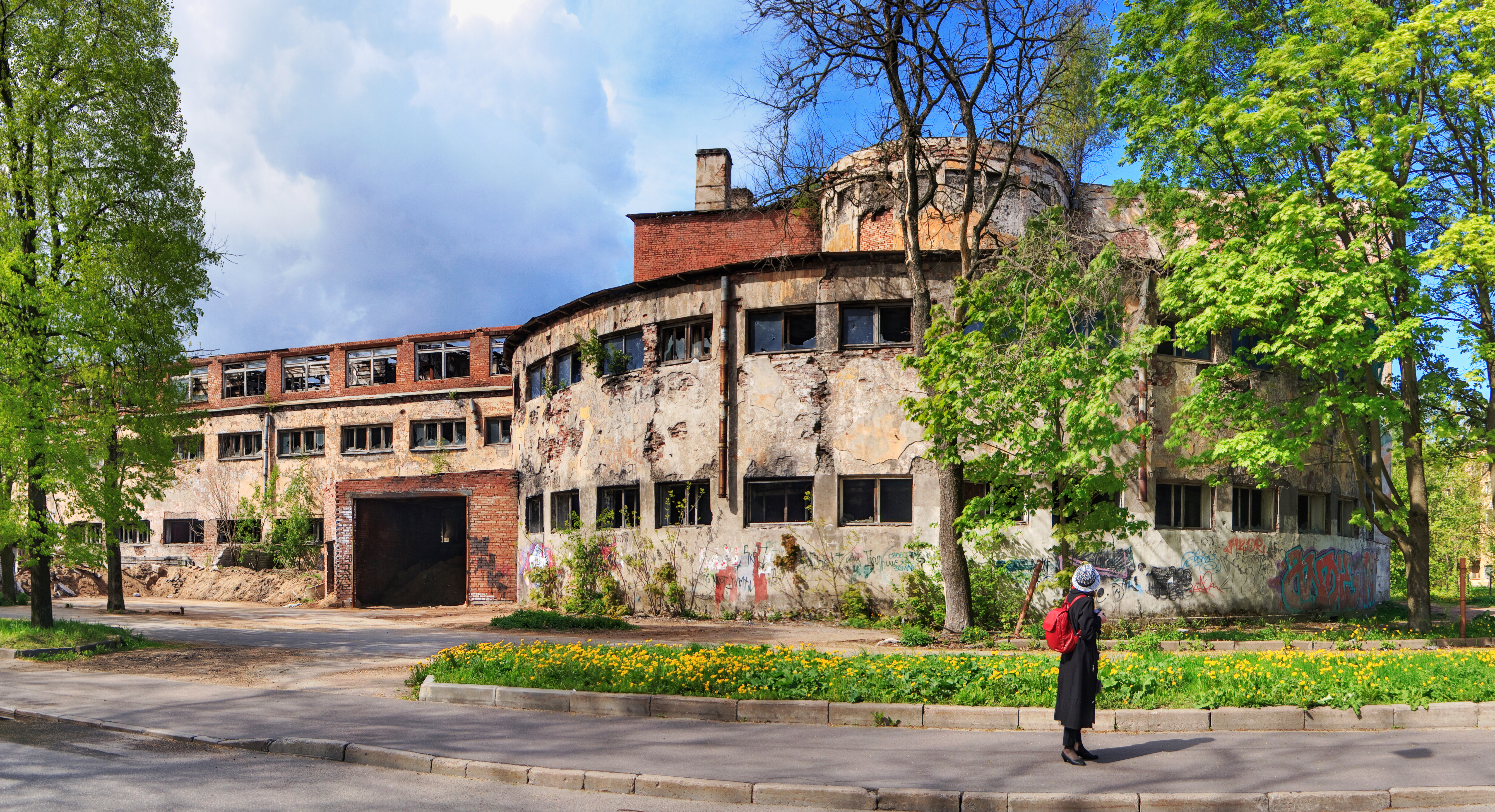
Бани «Гигант»

### Дворцы и дома культуры
- Дворец культуры имени А. М. Горького на площади Стачек, 4. 1925—1927, архитекторы А. И. Гегелло, Д. Л. Кричевский (Гран-при Всемирной выставки 1937 года в Париже).  памятник архитектуры (федеральный)
- Выборгский дворец культуры на улице Комиссара Смирнова, 15. 1925—1927, архитекторы А. И. Гегелло, Д. Л. Кричевский (перестройка недостроенного дома «Выборгского кооперативного товарищества», реконструирован в 1970-е).  памятник архитектуры (вновь выявленный объект)[1]
- Дворец культуры имени Н. К. Крупской на проспекте Обуховской Обороны, 105. 1926—1928, архитектор С. О. Овсянников.  памятник архитектуры (вновь выявленный объект)[1]
- Дворец культуры имени В. И. Ленина завода «Большевик» на проспекте Обуховской Обороны, 223. 1927—1929, архитекторы В. А. Щуко, В. Г. Гельфрейх.  памятник архитектуры (вновь выявленный объект)[1]
- Дом культуры имени Ильича (ныне Культурно-досуговый центр «Московский») на Московском проспекте, 152. 1929—1931, архитектор Н. Ф. Демков.  памятник архитектуры (вновь выявленный объект)[1]
- Дом культуры Союза кожевников имени Капранова (ныне часть гостиницы «Holiday Inn») на Московском проспекте, 97. 1930—1931, архитектор М. С. Рейзман  памятник архитектуры (вновь выявленный объект)[1]. Здание было полностью снесено в 2006 году и воссоздано из современных материалов как часть 20-этажного комплекса (строительство 2006—2009, архитектор Р. М. Даянов).
- Перестройка закрытой Путиловской церкви на проспекте Стачек, 48 в духе конструктивизма под заводской клуб «Красный путиловец». 1925, архитектор А. С. Никольский (в 1945 г. вновь перестроена).
- Дворец культуры имени И. И. Газа на проспекте Стачек, 72. 1930—1935, архитекторы А. И. Гегелло, Д. Л. Кричевский (завершён в 1961—1967, архитектор Е. М. Полторацкий).  памятник архитектуры (вновь выявленный объект)[1]
- Дворец культуры имени С. М. Кирова на Васильевском острове (Большой пр. В.О., 83). 1930—1937, архитекторы Н. А. Троцкий, С. Н. Козак.  памятник архитектуры (региональный)
- Дворец культуры Промкооперации (Дворец культуры имени Ленсовета) на Каменноостровском проспекте (включён существовавший скейтинг-ринг). 1930—1938, архитекторы Е. А. Левинсон, В. О. Мунц.  памятник архитектуры (вновь выявленный объект)[1]
- Дворец культуры работников связи между Большой Морской улицей, набережной реки Мойки и Почтамтским переулком (Б. Морская ул., 58). 1932—1939, архитекторы П. М. Гринберг и Г. С. Райц (перестройка Немецкой реформатской церкви).  памятник архитектуры (вновь выявленный объект)[1]
- Дом культуры им. 1-й Пятилетки (1929—1930, 1953—1957, архитектор Н. А. Митурич) Уничтожен вместе с ещё несколькими соседними памятниками архитектуры. В настоящее время на месте этого здания расположена вторая сцена Мариинского театра. (Декабристов ул., 34).

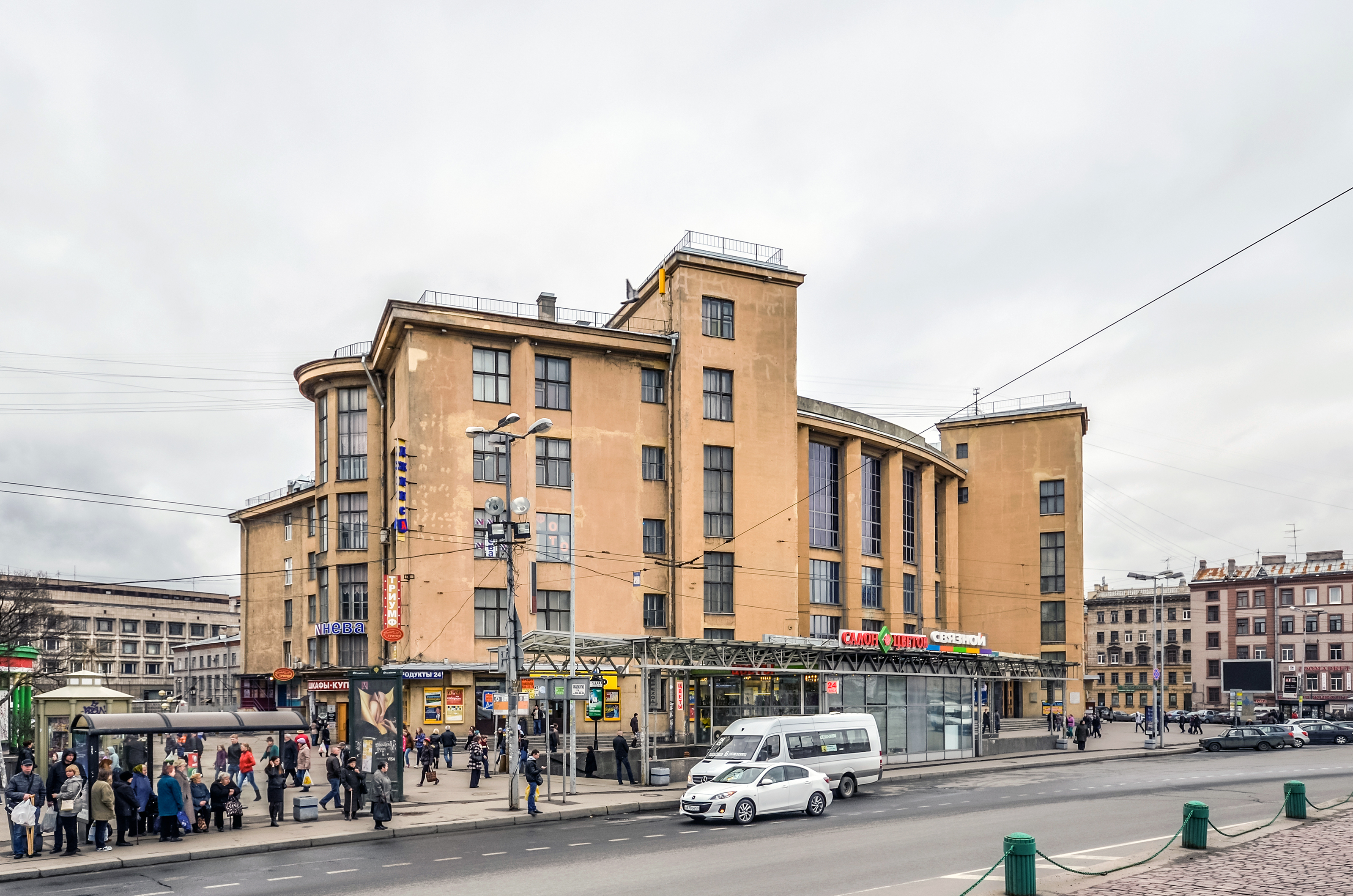
ДК им. Горького
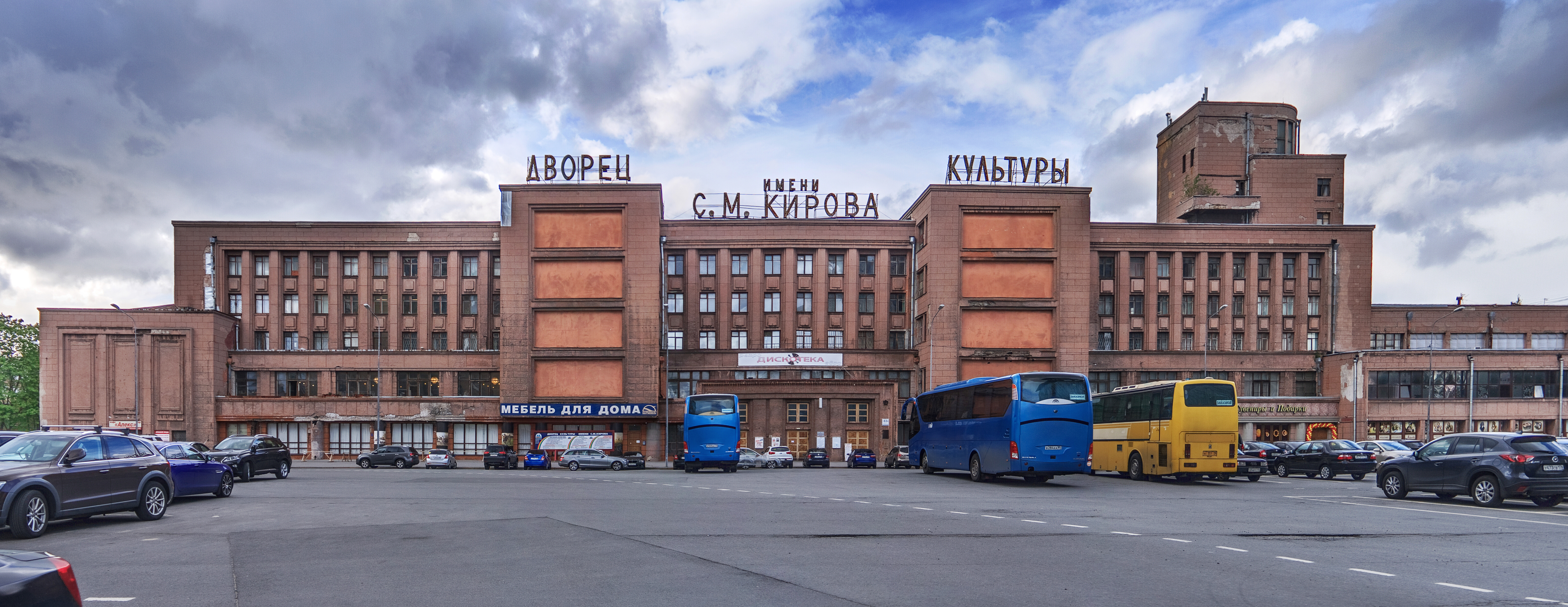
ДК им. Кирова
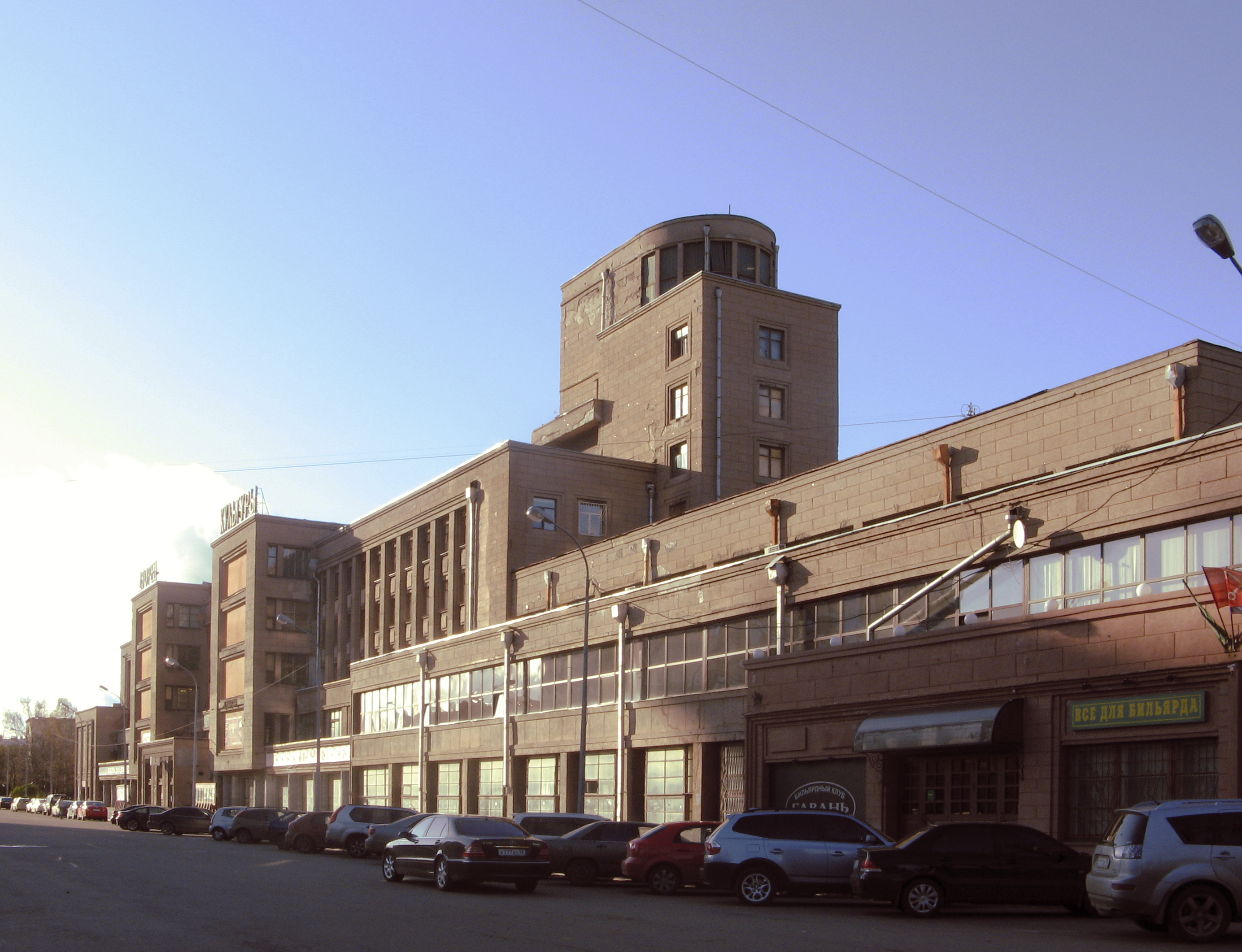
ДК им. Кирова
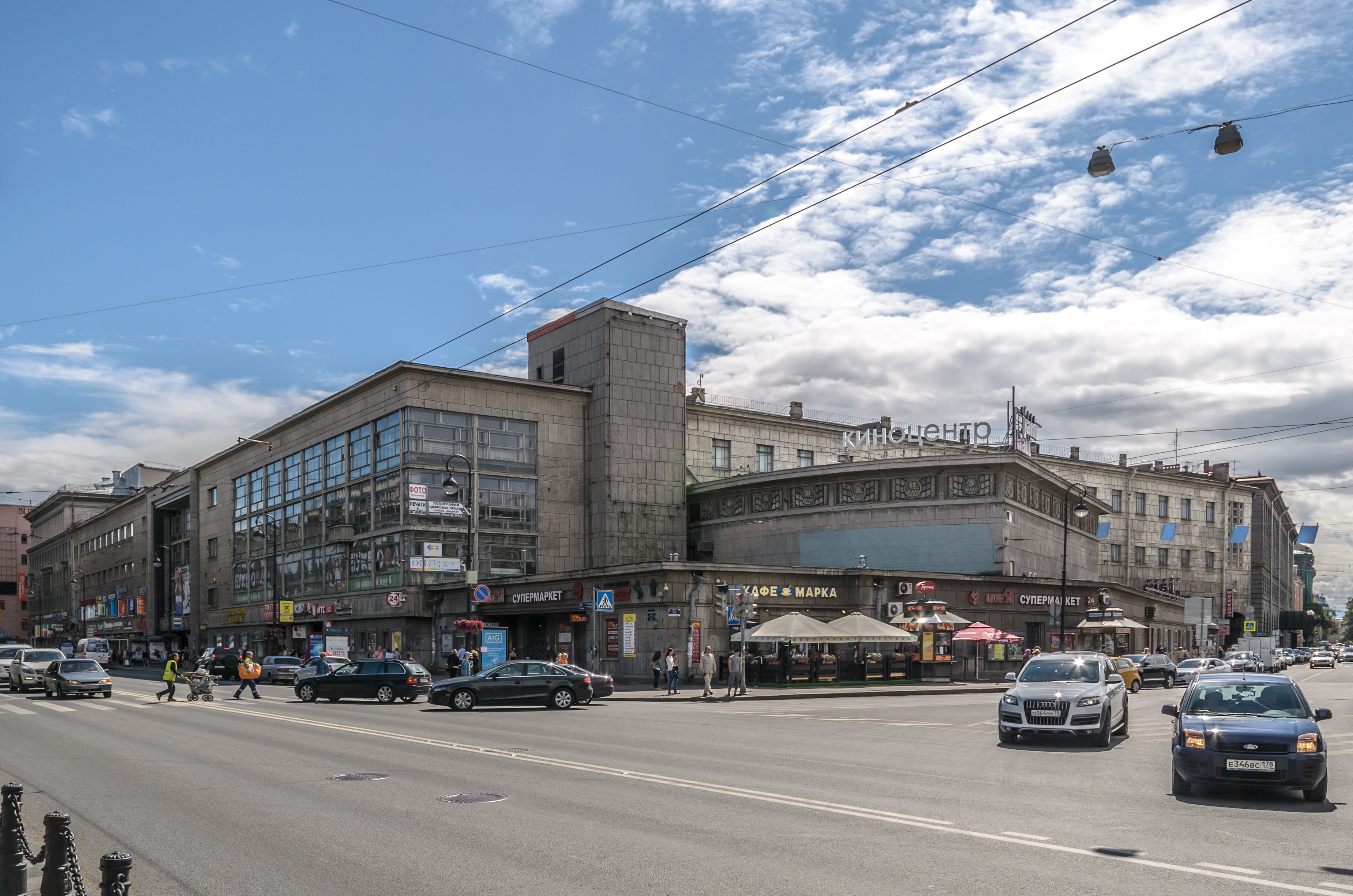
ДК им. Ленсовета
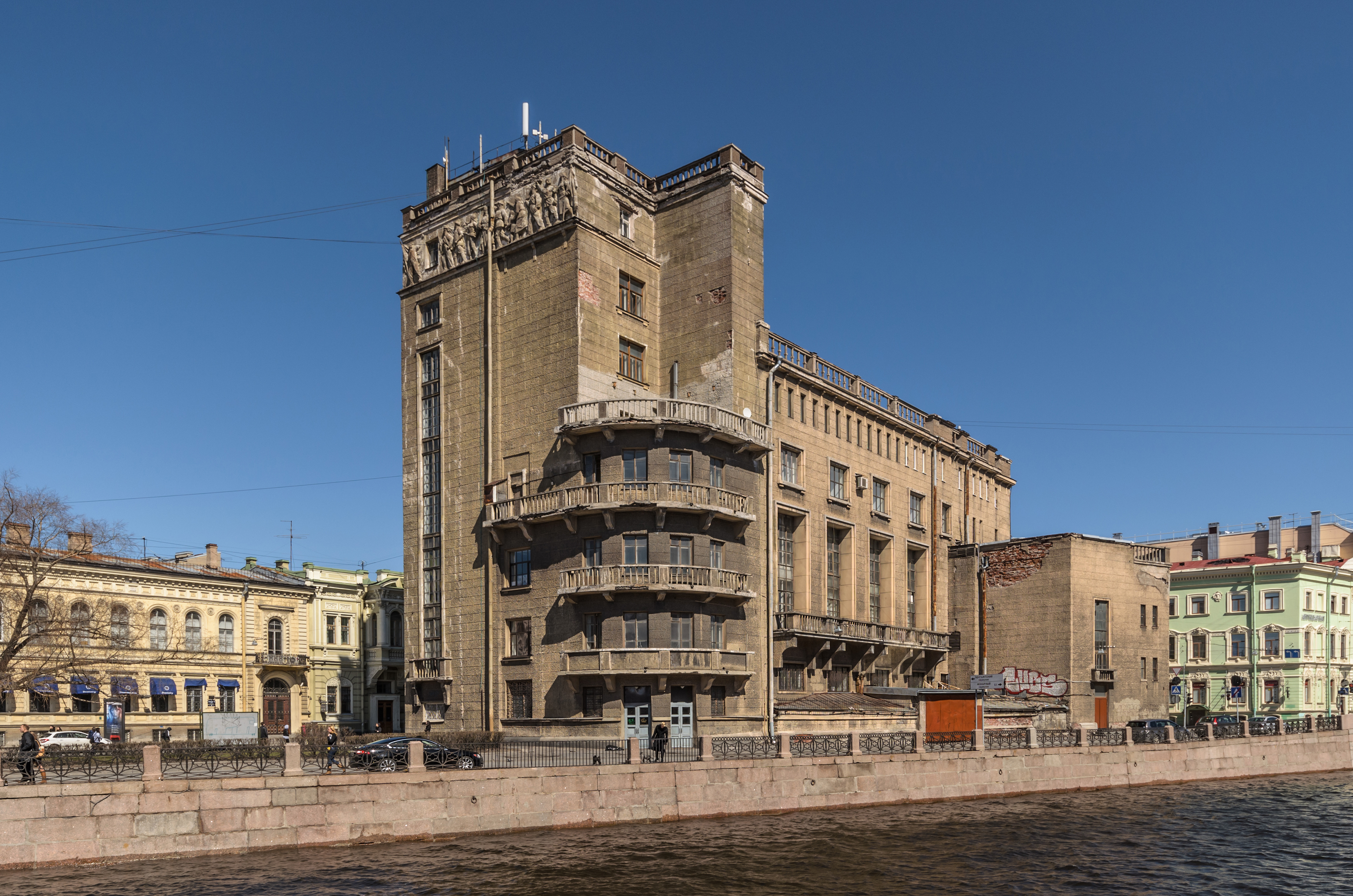
ДК работников связи

### Медицинские учреждения
- Больница имени Боткина на Миргородской улице (реконструкция и расширение бараков бывшей Александровской больницы). 1927—1928, архитекторы А. И. Гегелло, Д. Л. Кричевский.
- Профилакторий Невского района на проспекте Елизарова, 32. 1928—1931, арх. О. Л. Лялин, Л. В. Руднев, Е. А. Левинсон, Я. О. Свирский, И. И. Фомин.  памятник архитектуры (вновь выявленный объект)[1]
- Профилакторий Кировского района (ныне больница № 14) на пересечении улиц Косинова и Оборонной (ул. Косинова, 19/9). 1928—1933, архитекторы Л. В. Руднев, О. Л. Лялин, И. И. Фомин.  памятник архитектуры (вновь выявленный объект)[1]
- Поликлиника и детская консультация на 2-м Муринском проспекте, 35. 1931, архитектор Н. А. Троцкий.

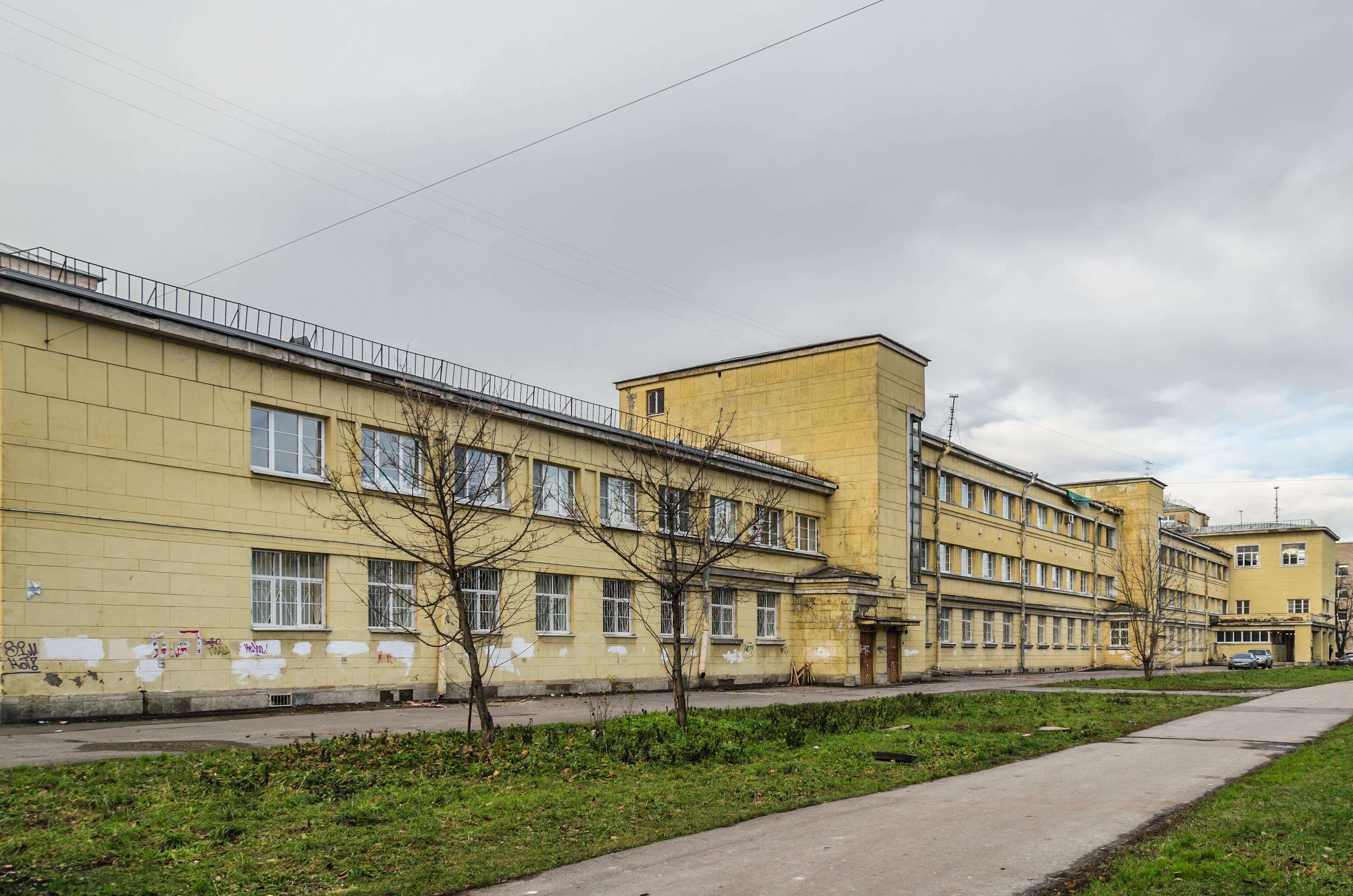
Профилакторий Кировского района
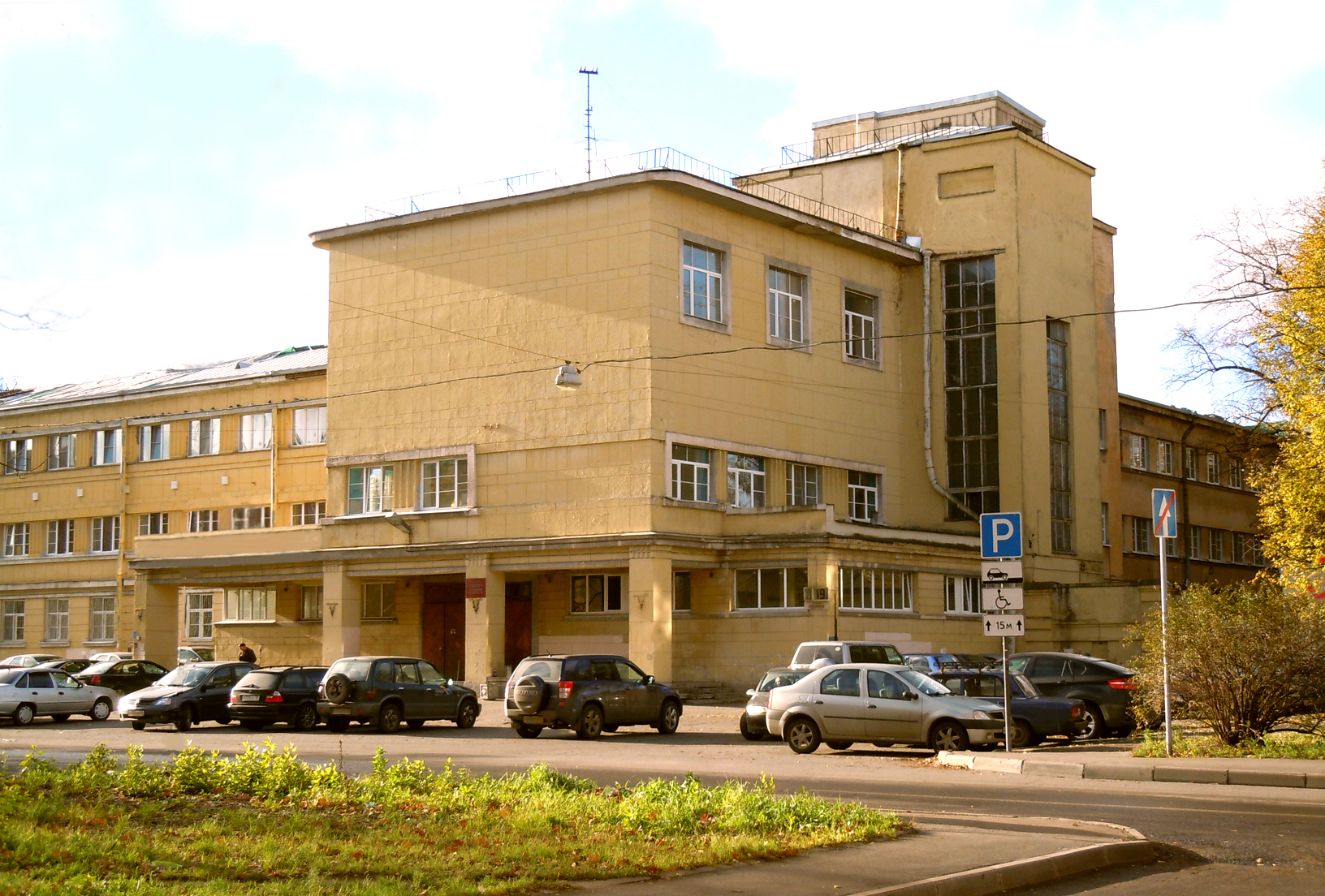
Профилакторий Кировского района (главный вход)
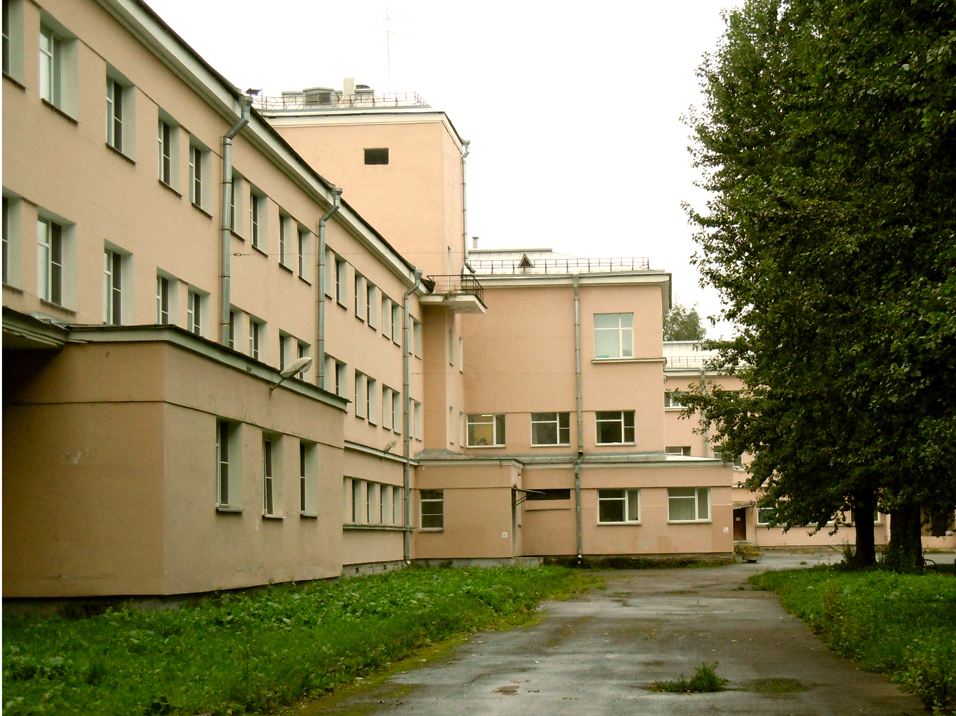
Профилакторий Невского района
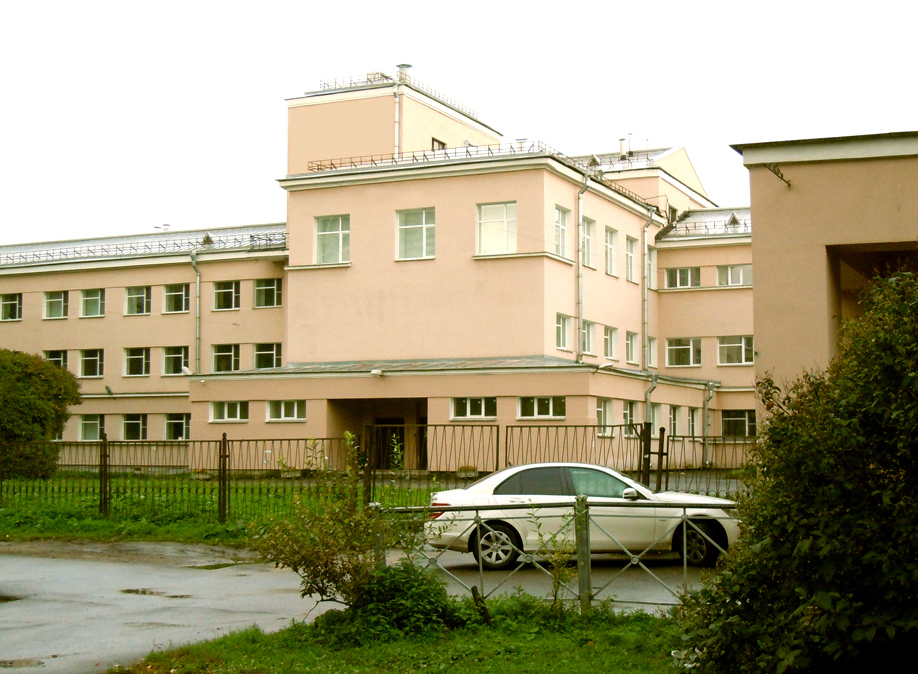
Профилакторий Невского района

### Образовательные и спортивные учреждения
- Школа имени 10-летия Октября (№ 384) на углу проспекта Стачек и улицы Гладкова (пр. Стачек, 5/2). 1927, проект под руководством А. С. Никольского при участии А. В. Крестина.  памятник архитектуры (федеральный)
- Спорткомплекс «Динамо» на Крестовском острове (Крестовский пр., 16). 1925—1934, архитекторы О. Л. Лялин (руководитель творческого коллектива), Я. О. Свирский, Ю. В. Мухаринский.  памятник архитектуры (вновь выявленный объект)[1]
- Корпус Технологического института на Московском проспекте, 24. 1930, архитекторы А. И. Гегелло, Д. Л. Кричевский.
- Дом технической учёбы (ныне один из корпусов СПбГТУРП) на улице Ивана Черных. 1930—1932, архитекторы А. И. Гегелло, Д. Л. Кричевский.  памятник архитектуры (вновь выявленный объект)[1]
- Школа № 52 Кировского района (ныне корпус РГПУ имени А. И. Герцена) на проспекте Стачек, 30. 1930—1932, архитектор И. И. Фомин.  памятник архитектуры (вновь выявленный объект)[1]
- Школа № 104 имени М. С. Харченко на пересечении Кантемировской улицы и улицы Харченко (Кантемировская ул., 30/27). 1930—1932, архитектор В. О. Мунц (реконструкция 2008).
- Корпус (ныне общежитие) Академии железнодорожного транспорта имени т. Сталина на Кронверкском проспекте, 9. 1931—1933, архитекторы Г. А. Симонов, П. В. Абросимов, А. Ф. Хряков.  памятник архитектуры (вновь выявленный объект)[1]
- Школа (ныне Морской колледж) на Большом Смоленском проспекте, 36. 1932—1933, архитектор К. Дмитриев.
- Школа (ныне здание Петровского колледжа) на Балтийской улице, 35. Начало 1930-х. Архитектор В. О. Мунц.
- Школа на набережной реки Волковки (Волковский проспект, 4). Начало 1930-х. Архитекторы В. О. Мунц, О. В. Суслова.
- Вечерняя школа № 2 Московского района на пересечении Благодатной улицы и Яковлевского переулка (Благодатная ул., 45/1). 1935, архитектор А. Л. Лишневский.
- Школа (ныне СЗРЦ МЧС России) на углу проспекта Металлистов и Лабораторной улицы (пр. Металлистов, 119). 1935, архитектор В. И. Печнев.
- Школа № 308 имени И. П. Павлова на Бородинской улице, 8-10. 1936, архитектор А. П. Вайтенс.
- Школа № 253 (ныне 243) на пересечении набережной канала Грибоедова и переулка Гривцова (наб. кан. Грибоедова, 48/18). 1938, архитекторы Н. А. Троцкий, И. М. Чайко.
- Школа № 374 (ныне лицей №373) на Московском проспекте, 96. 1938, архитектор С. В. Васильковский.  памятник архитектуры (вновь выявленный объект)[1]
- Фабрично-заводская школа № 173 (ныне ВНИИ телевидения). Политехническая ул., 22, к.1. Проект A.C. Никольского, Л.Ю. Гальперина, A.A. Заварзина и Н.Ф. Демкова построена в 1928–1933 годах
- Гидрометеорологический техникум (ныне финансово-экономический колледж) на Съезжинской улице, 15-17. 1938.

### Пожарные части

Калининская пожарная часть

- Заставская пожарная часть у Московских ворот (Московский пр., 116). 1925, архитектор Д. П. Бурышкин.  памятник архитектуры (региональный)
- Калининская (ныне Выборгская) пожарная часть на Лесном проспекте, 17. 1930, архитекторы Г. А. Симонов, И. Г. Капцюг.  памятник архитектуры (вновь выявленный объект)[1]
- Пожарная часть на Загородном проспекте, 56. 1930—1931, архитектор И. Г. Капцюг.  памятник архитектуры (региональный)

### Фабрики-кухни
- Выборгская (Сталинская) фабрика-кухня на углу Большого Сампсониевского проспекта и Гренадерской улицы (Б. Сампсониевский пр., 45/2), 1929—1930, архитекторы А. К. Барутчев, И. А. Гильтер, И. А. Меерзон.  памятник архитектуры (региональный)

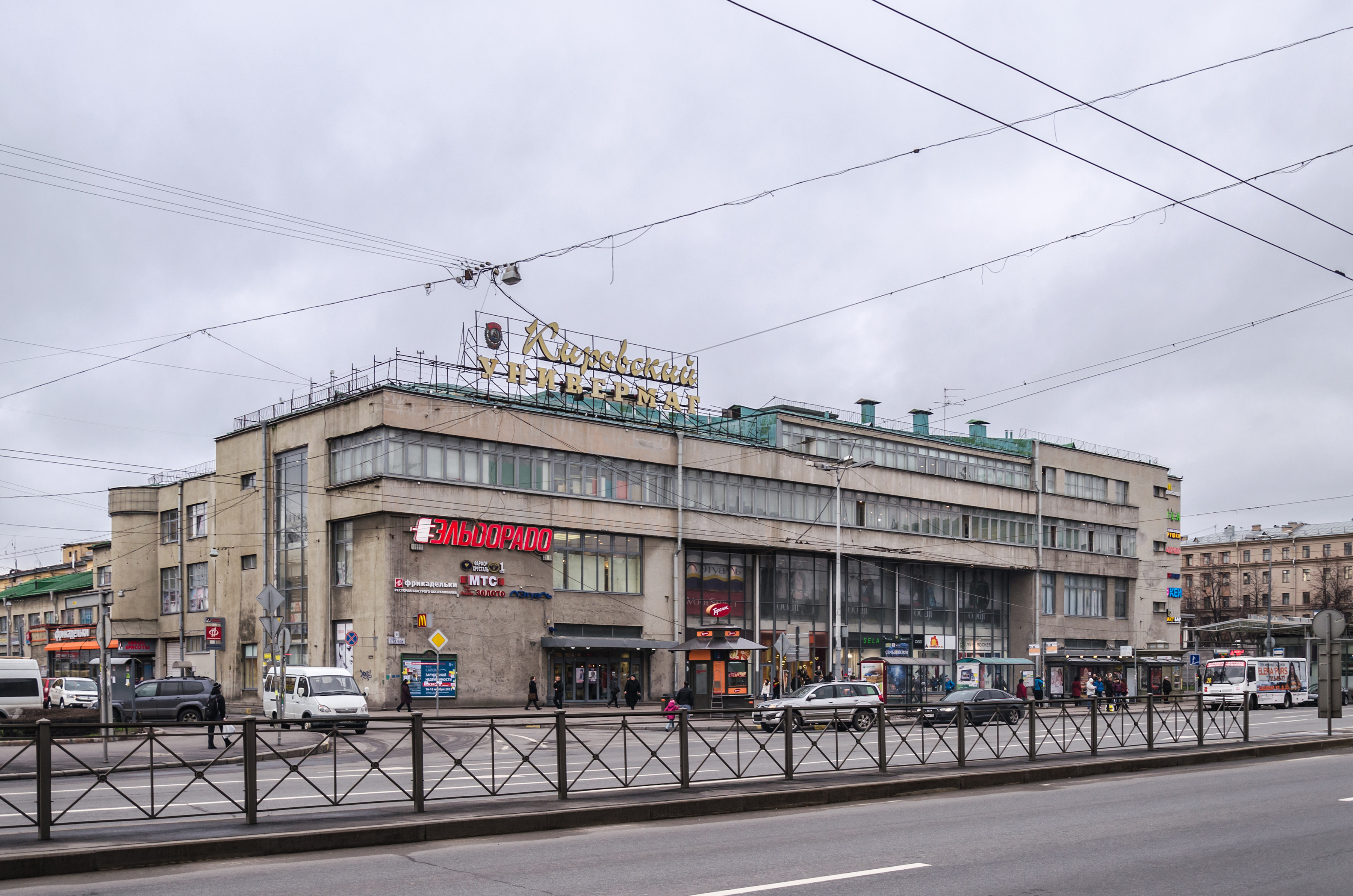
Кировский универмаг

- Кировская фабрика-кухня и универмаг на площади Стачек, 9. 1929—1931, архитекторы А. К. Барутчев, И. А. Гильтер, И. А. Меерзон.
- Василеостровская фабрика-кухня на пересечении Косой линии и Большого проспекта (Большой пр. В.о., 68), 1930—1931, архитекторы А. К. Барутчев, И. А. Гильтер, И. А. Меерзон  памятник архитектуры (вновь выявленный объект)[1]. В 2000 году здание было реконструировано в ТК «Балтийский» (архитекторы Ю. И. Земцов, М. О. Кондиайн и партнёры).
- Фабрика-кухня завода «Большевик» на проспекте Обуховской Обороны, 120д. 1930.
- Московская фабрика-кухня (Ленинградский пищевой комбинат) на Московском проспекте, 114. 1932—1933, архитекторы Е. И. Катонин, Е. М. Соколов.  памятник архитектуры (вновь выявленный объект)[1]
- Невская фабрика-кухня на проспекте Обуховской Обороны (перестроена). Архитекторы А. К. Барутчев, И. А. Гильтер, И. А. Меерзон.
- Фабрика-кухня N3, Большой Сампсониевский пр., 61, архитектор Лурье М. Г., перестроена в 1998 году, проект Герасимова Е. Л.[2].
- Фабрика-кухня общежитий Политехнического института,Улица Капитана Воронина, 13а,б,в, 1932. Архитекторы М. Д. Фельгер, С. Е. Бровцев, A. B. Петров, инженер К. В. Сахновский. Перестроена.

## Жилищное строительство

### Дома-коммуныи общежития
- Общежитие (жилой дом) на Старо-Петергофском проспекте, 41. 1929—1930, архитекторы Я. З. Блувштейн, В. А. Латынин.
- Студенческий городок Политехнического института на Лесном проспекте, 65. 1929—1932, архитекторы М. Д. Фельгер, С. Е. Бровцев, А. В. Петров.  памятник архитектуры (вновь выявленный объект)[1]
- Общежития транспортного института в квартале между Большой и Малой Посадскими улицами и Певческим переулком. 1929—1935, архитекторы Г. А. Симонов, П. В. Абросимов.  памятник архитектуры (вновь выявленный объект)[1]
- Дом-коммуна инженеров и писателей на улице Рубинштейна. 1930—1931, архитектор А. А. Оль.  памятник архитектуры (региональный)
- Дом политкаторжан на углу Троицкой площади и Петровской набережной. 1931—1933, архитекторы Г. А. Симонов, П. В. Абросимов, А. Ф. Хряков.  памятник архитектуры (вновь выявленный объект)[1]
- Общежитие на месте особняка барона В. Б. Фредерикса, сожжённого во время февральской революции — на углу Почтамтской улицы и Конногвардейского переулка.
- Общежитие (ныне БГТУ) на пересечении набережной Обводного канала и Измайловского проспекта (наб. Обводного кан., 161/22).

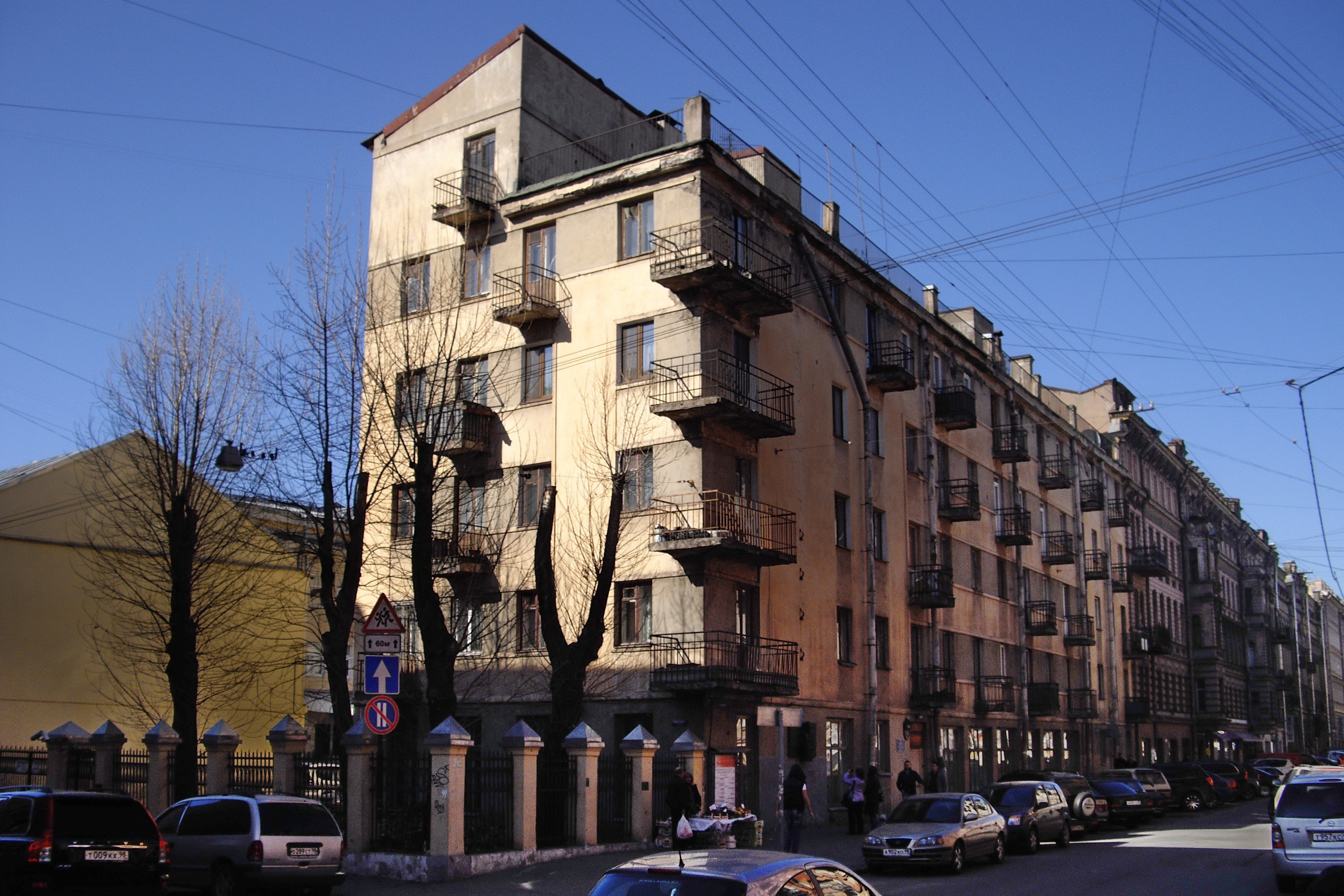
Дом-коммуна инженеров и писателей («Слеза социализма»)

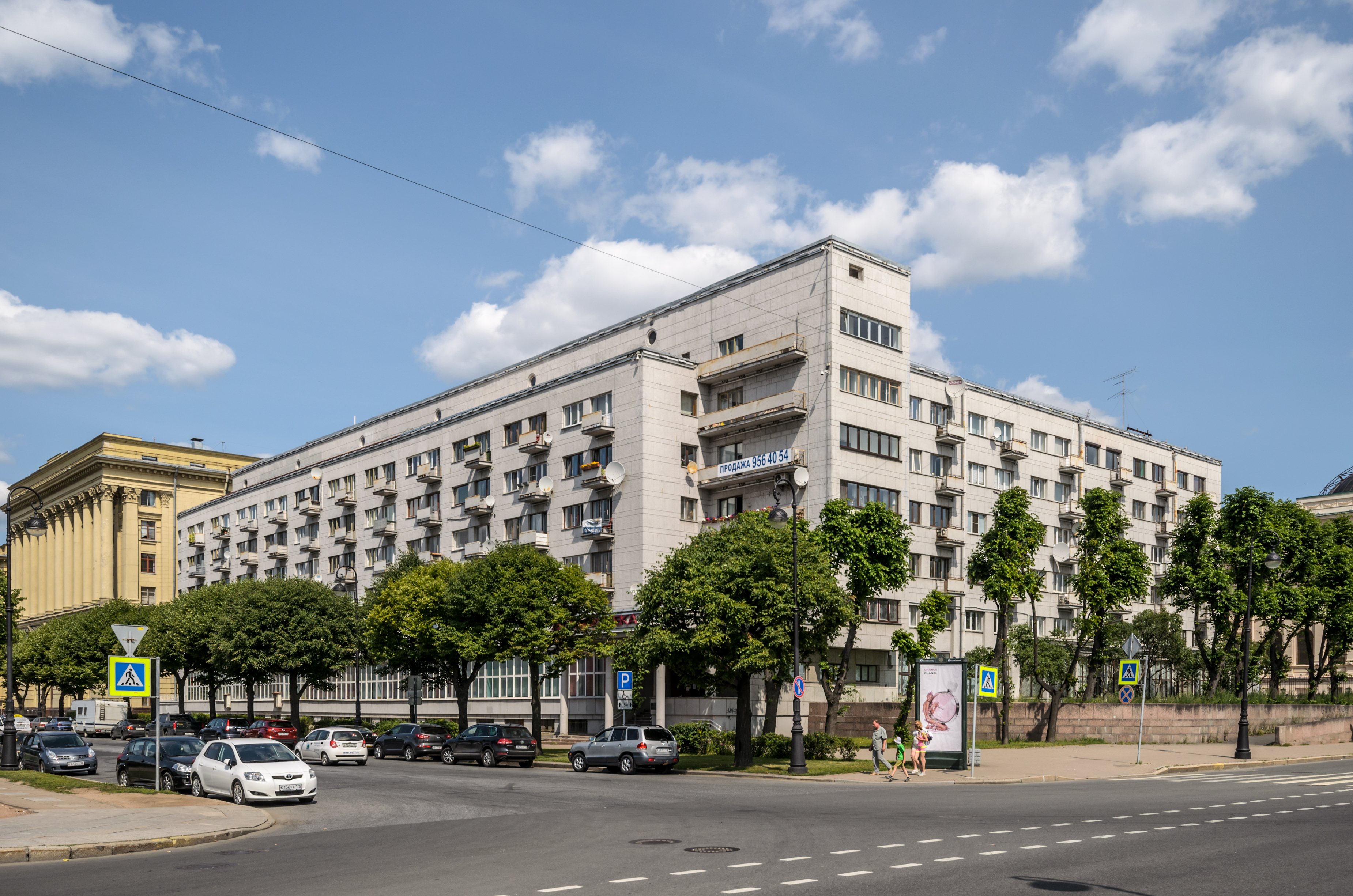
Дом политкаторжан

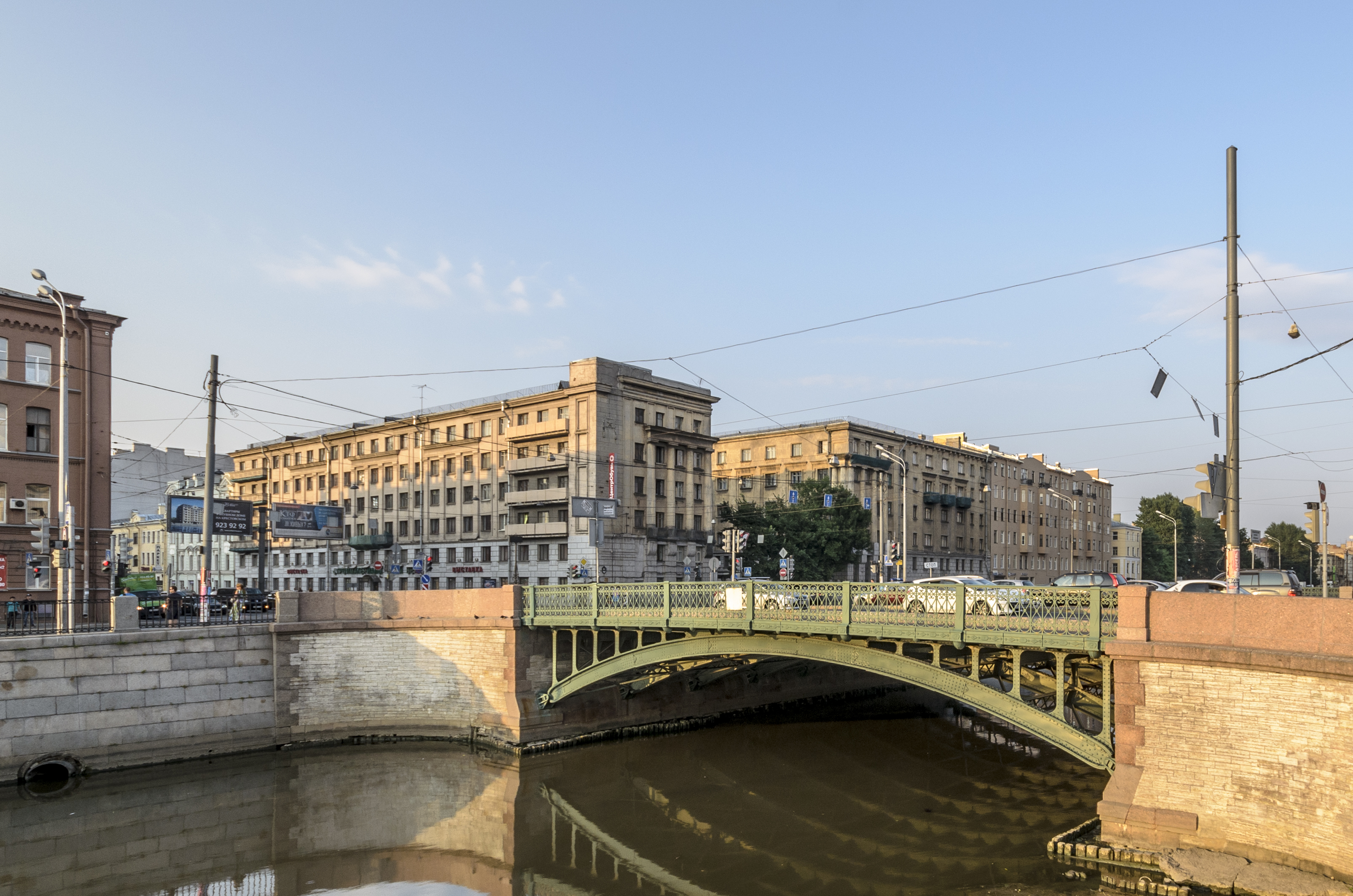
Общежитие на набережной Обводного канала, 161

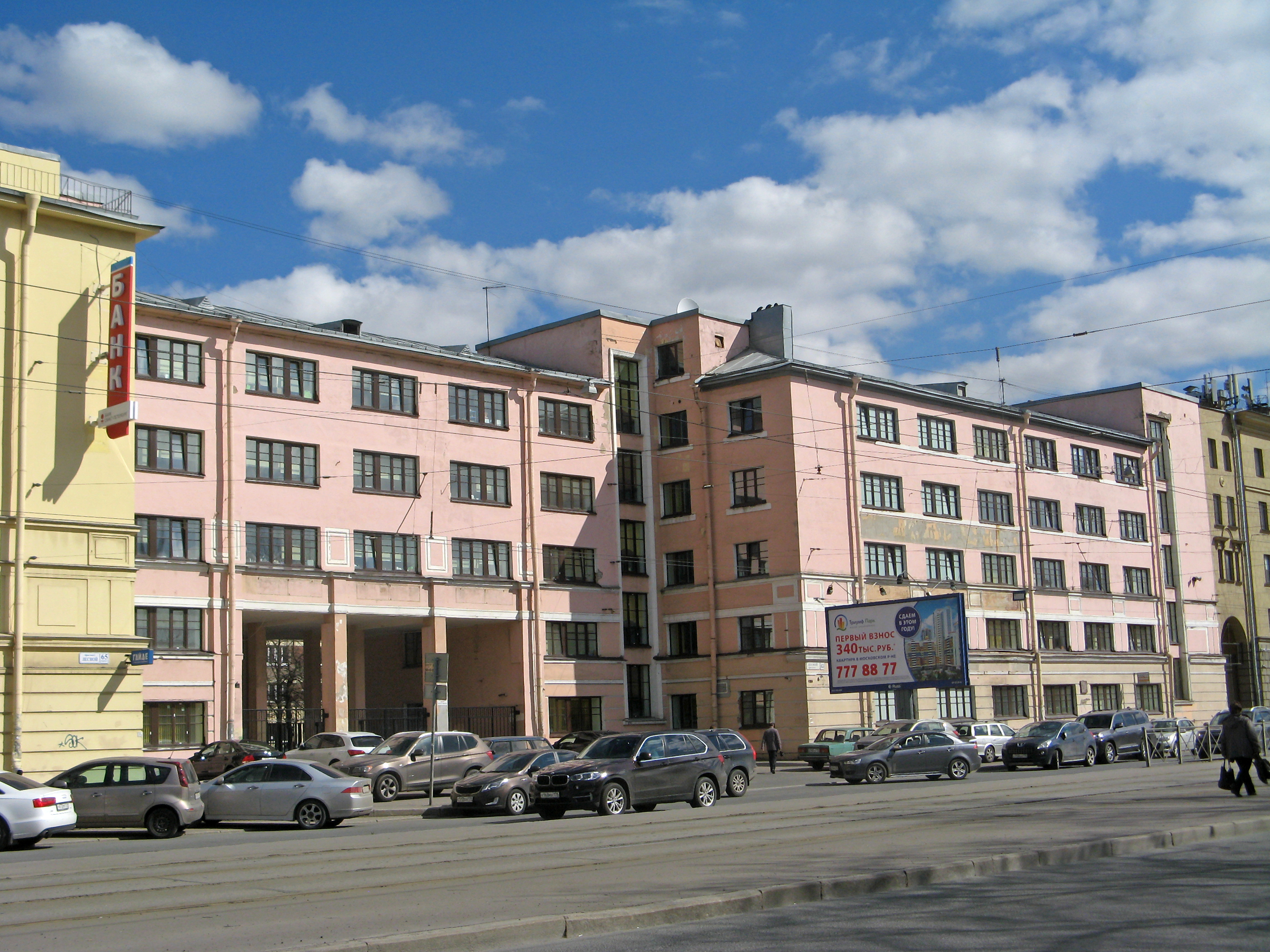
Студенческий городок Политехнического института

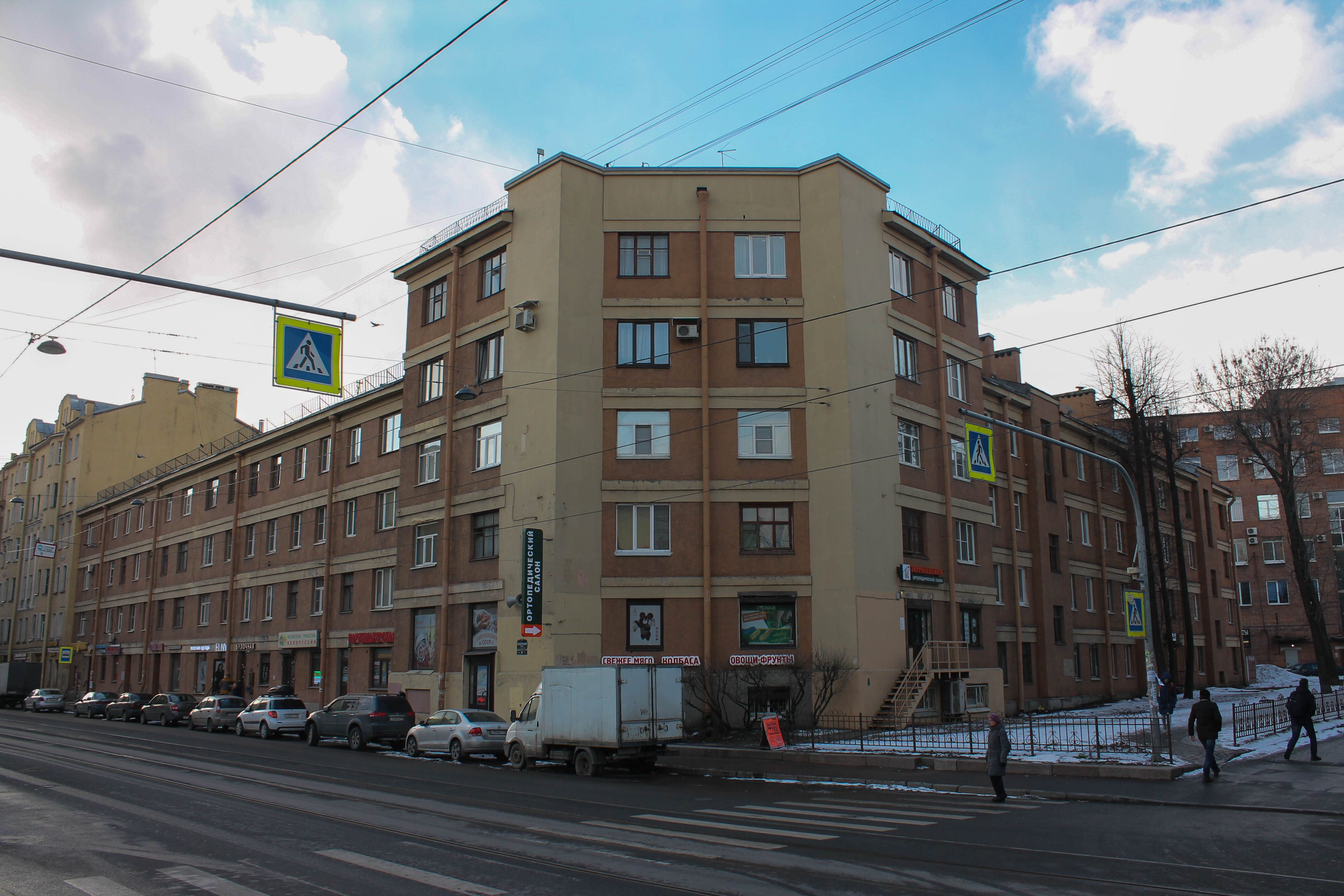
Жилой дом на Старо-Петергофском проспекте, 41

### Жилые дома
- Жилой дом в Мошковом переулке между Миллионной улицей и набережной реки Мойки (Мошков пер., 7-9). 1920.
- Жилой дом в Виленском переулке, 17/5. 1927, архитектор Е. А. Левинсон.
- Жилой корпус понижающей подстанции на 6-й линии Васильевского острова, 37б. 1928—1931.
- Жилой дом работников завода имени Жданова на проспекте Стачек, 15. нач. 1930-х гг., архитектор Г. А. Симонов.
- Кооперативный дом совторгслужащих на пересечении Каменноостровского проспекта и улицы Профессора Попова (Каменноостровский пр., 55/29). 1930—1932, архитекторы Е. А. Левинсон, А. М. Соколов.  памятник архитектуры (вновь выявленный объект)[1]
- Жилые дома Невского химкомбината на Октябрьской набережной, 22 и 26. 1930—1934, архитектор Н. Д. Каценеленбоген.  памятник архитектуры (вновь выявленный объект)[1]
- Жилой дом на Опочининой улице, 13. 1930—1939.
- (снесён) Жилой дом «Тахитектон» на Крестовском проспекте, 11. 1932, архитектор И. В. Рянгин.  памятник архитектуры (вновь выявленный объект)[1]
- Жилой дом для рабочих между улицами Бабушкина и Седова (ул. Бабушкина, 61). 1932, архитектор Г. А. Симонов (?).
- Жилой дом завода «Красный треугольник» на углу набережной Обводного канала и Лифляндской улицы (наб. Обводного кан., 156/2). 1932.
- Жилой дом в квартале, образуемом Старо-Невским проспектом, проспектом Бакунина и Полтавской улицей (Невский пр., 146). 1932—1933 (перестройка Меняевского рынка), архитектор И. А. Вакс.
- Первый дом Ленсовета на набережной реки Карповки, 13/10. 1931—1935, архитекторы Е. А. Левинсон, И. И. Фомин.
- Жилые дома на Каменном острове (Каменноостровский пр., 79 и 81). 1932—1934, архитектор К. Д. Халтурин.
- Дом работников Свирьстроя на Малом проспекте Петроградской стороны. 1932—1938, архитектор И. Г. Явейн.  памятник архитектуры (вновь выявленный объект)[1]
- Жилой дом вторичной понижающей подстанции Волховской ГЭС на углу Большого Сампсониевского и Финляндского проспектов (Б. Сампсониевский пр., 14). 1933, архитектор А. К. Барутчев.  памятник архитектуры (вновь выявленный объект)[1]
- Жилой дом понижающей подстанции на 27-й линии Васильевского острова, 8. 1933, архитектор А. К. Барутчев.  памятник архитектуры (вновь выявленный объект)[1]
- Жилые дома на улице Швецова, 4, 6 и 10. 1934.
- Жилой дом на углу площади Стачек и Старо-Петергофского проспекта (Старо-Петергофский пр., 43-45/3) (угловой дом, в справочнике значится, как 43-45/6). 1934—1936, архитекторы Н. А. Троцкий, А. В. Валевич.  памятник архитектуры (вновь выявленный объект)[1]
- Жилой дом на Старо-Петергофском проспекте, 56 (в справочнике значится, как дом 54 угол с 6 по пл. Стачек с примечанием «дом по площади»). 1934—1936, архитекторы Н. А. Троцкий, А. В. Валевич.  памятник архитектуры (вновь выявленный объект)[1]
- Жилой дом на проспекте Энгельса, 55. 1934—1937, архитекторы Г. А. Симонов, П. В. Абросимов, А. Ф. Хряков.  памятник архитектуры (вновь выявленный объект)[1]
- Дом специалистов на пересечении Лесного проспекта и Кантемировской улицы (Лесной пр., 61). 1934—1937, архитекторы Г. А. Симонов, Б. Р. Рубаненко, Л. К. Абрамов, Т. Д. Каценеленбоген.
- Жилой дом специалистов «Иностранный ударник» на пересечении Кронверкского проспекта и Кронверкской улицы (Кронверкский пр., 45/2). 1935, архитекторы В. О. Мунц, Л. Е. Асс.  памятник архитектуры (вновь выявленный объект)[1]
- Жилой дом на Каменноостровском проспекте, 22.
- Жилой дом на Садовой улице, 53.

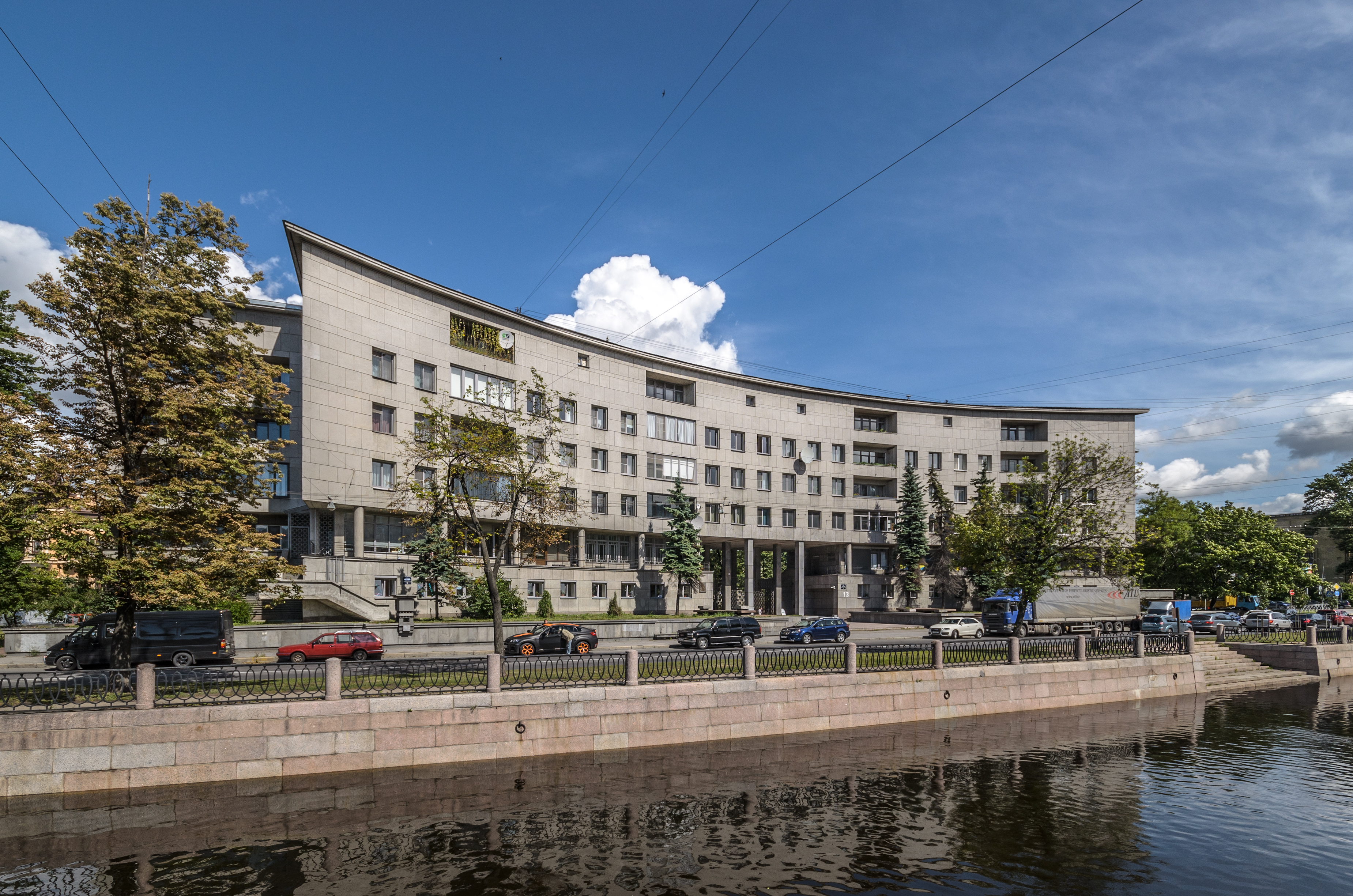
Первый жилой дом Ленсовета
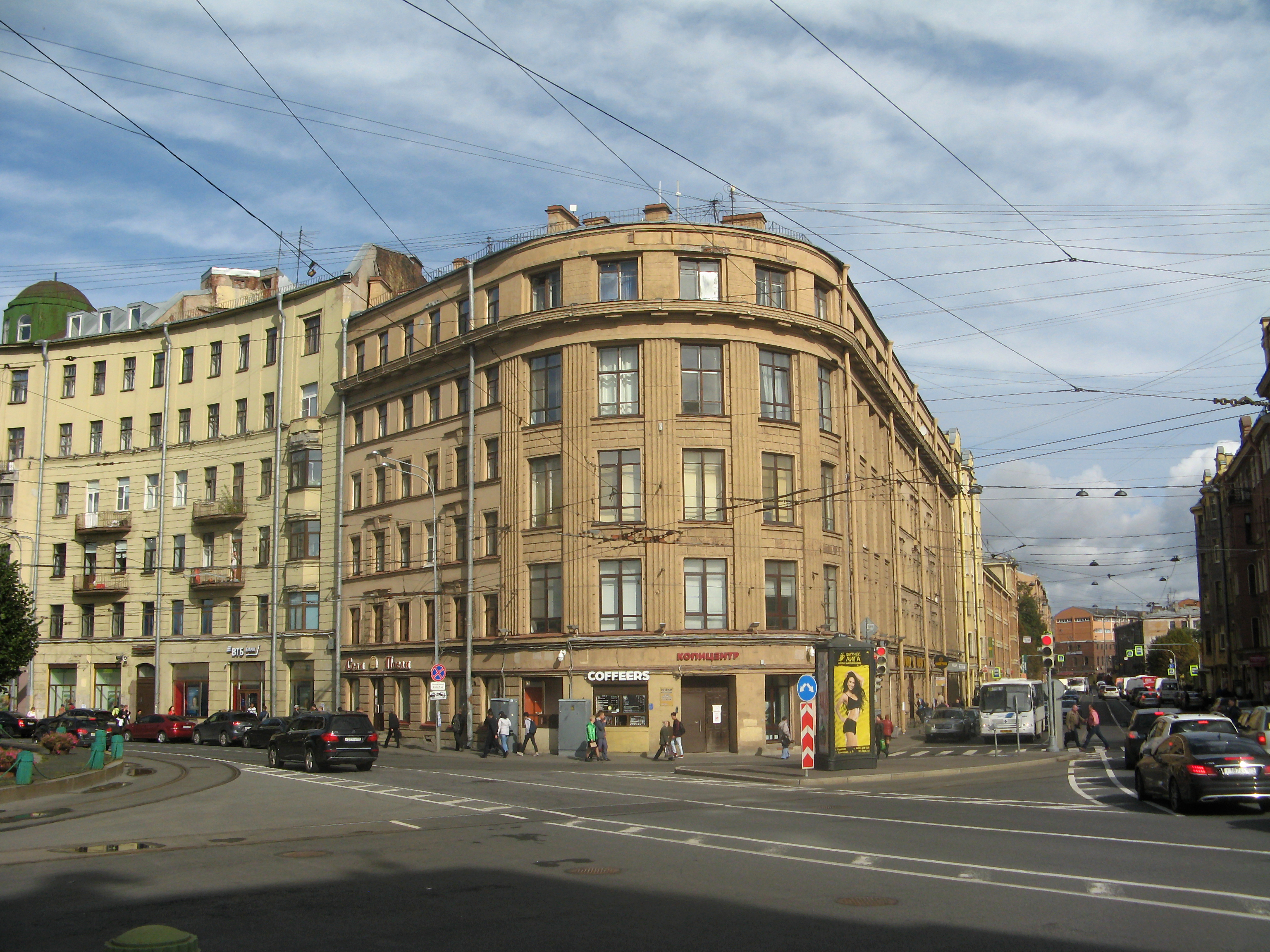
Жилой дом на углу пл. Стачек и Старо-Петергофского пр.
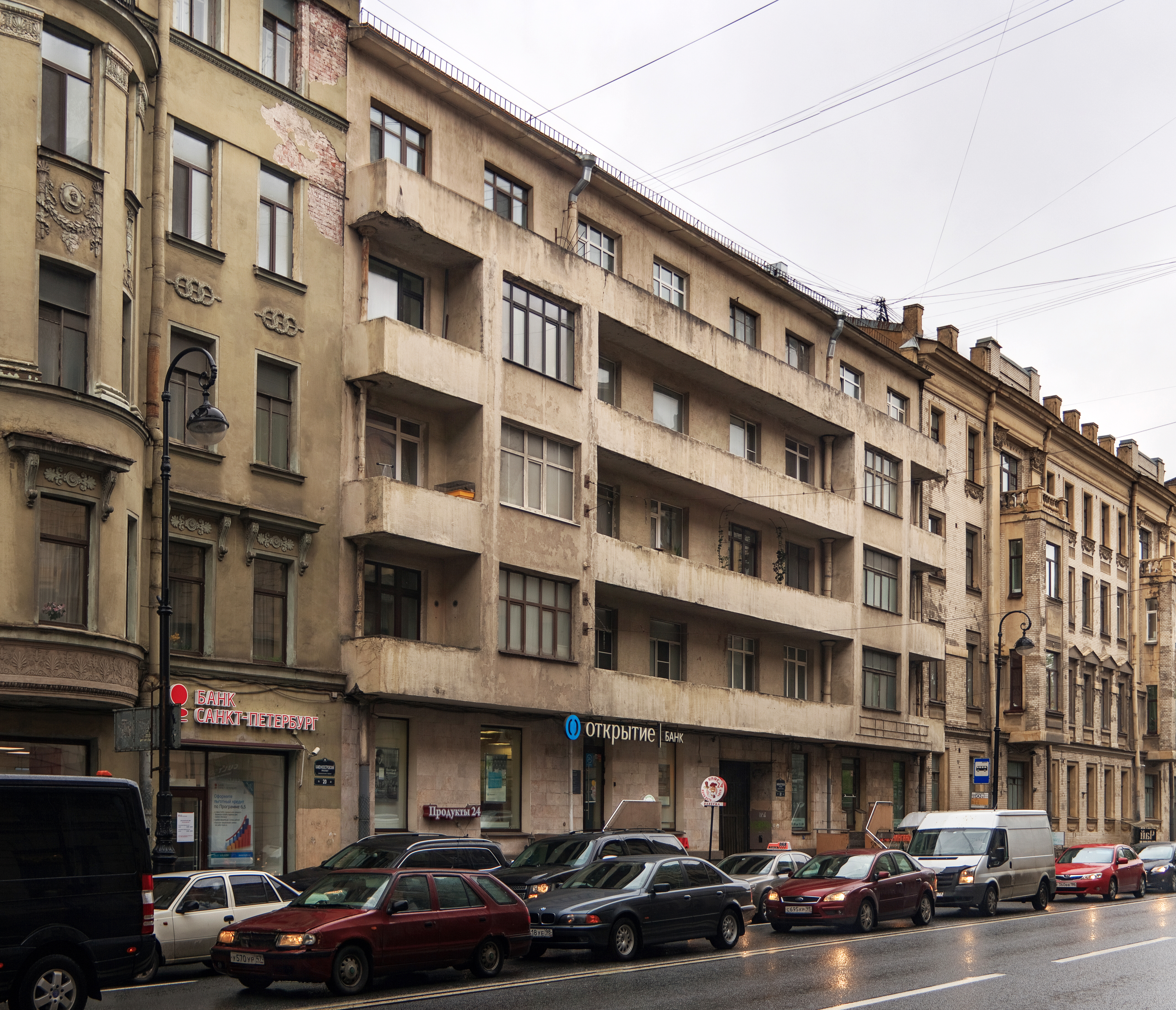
Жилой дом на Каменноостровском пр., 22
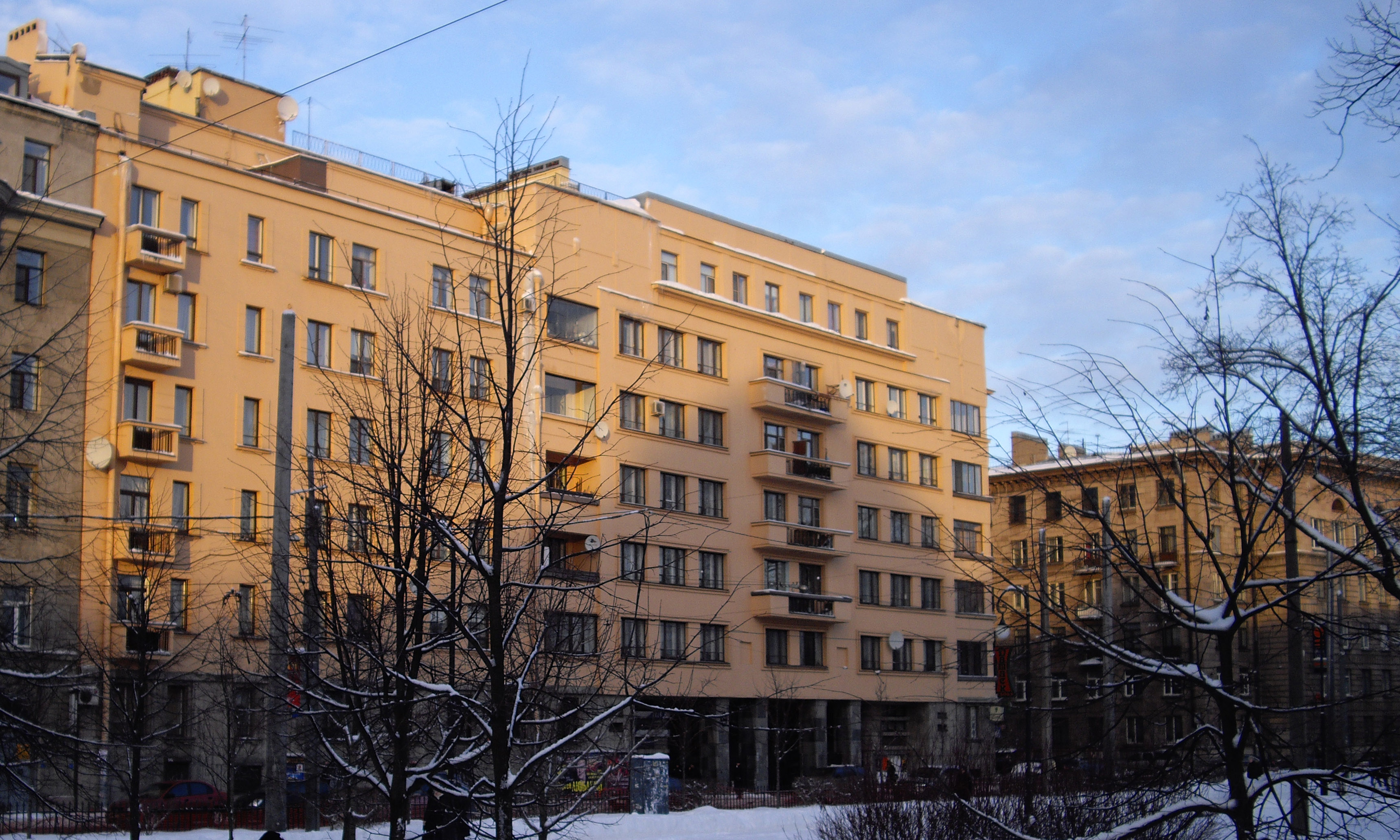
Жилой дом специалистов «Иностранный ударник» на Кронверкском пр., 45

### Жилые массивы

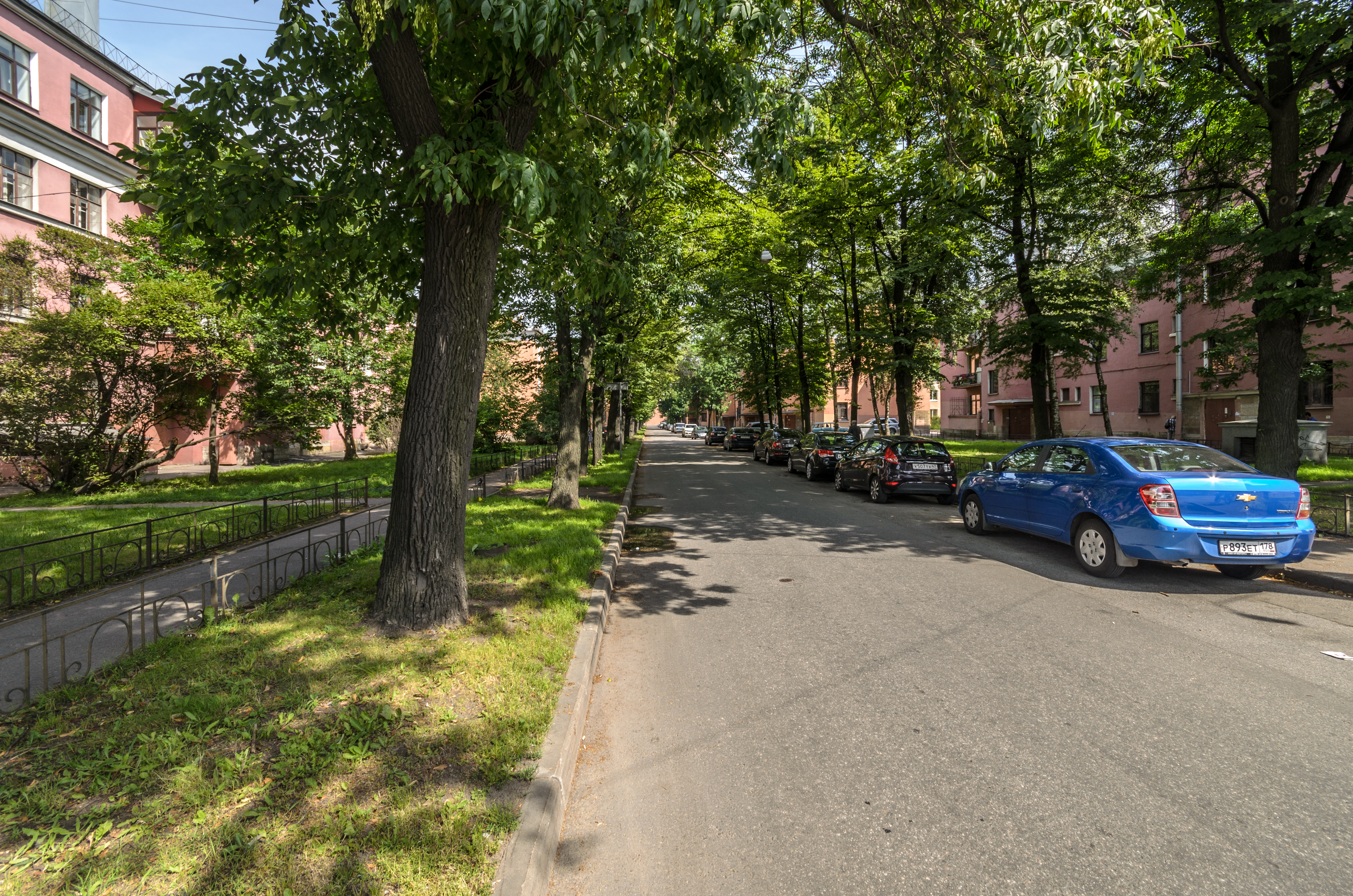
Тракторная улица

Жилой комплекс «Дома Электротока»

- Палевский жилмассив на проспекте Елизарова. 1925—1927, архитекторы А. И. Зазерский, Н. Ф. Рыбин.  памятник архитектуры (вновь выявленный объект)[1]
- Жилмассив «Соцстрой» — улица Профессора Попова, 43, улица Грота, 1-3, улица Даля, 4. 1930—1936, архитектор Е. А. Левинсон[3].
- Тракторная улица в Кировском районе. 1925—1927, архитекторы А. И. Гегелло, А. С. Никольский, Г. А. Симонов.
- Серафимовский городок между проспектом Стачек, улицей Белоусова и Турбинной улицей. 1925—1928, архитекторы А. И. Гегелло, А. С. Никольский, Г. А. Симонов.  памятник архитектуры (вновь выявленный объект)[1]
- Рабочий городок при ГРЭС «Красный Октябрь» на Октябрьской набережной, 90-96. 1926—1933, архитекторы В. А. Альванг, Г. Д. Гримм.  памятник архитектуры (вновь выявленный объект)[1]
- Жилмассив для рабочих-текстильщиков на пересечении улиц Ткачей и Бабушкина. 1927—1929, архитекторы Д. П. Бурышкин, Г. А. Симонов, Л. М. Тверской.
- Жилой комплекс завода «Красный треугольник» на пересечении Старо-Петергофского проспекта и Курляндской улицы. 1927—1929, архитектор И. Г. Лангбард.  памятник архитектуры (вновь выявленный объект)[1]
- Бабуринский жилмассив на пересечении улицы Смолячкова и Лесного проспекта. 1927—1930, архитекторы Г. А. Симонов, В. А. Жуковская, Т. Д. Каценеленбоген и др.  памятник архитектуры (вновь выявленный объект)[1]
- «Городок текстильщиков» на Лесном проспекте, 59. 1927—1934, архитекторы Н. Ф. Рыбин (?), С. О. Овсянников, Д. Т. Ковчев.  памятник архитектуры (вновь выявленный объект)[1]
- Кондратьевский жилмассив на Кондратьевском проспекте, 40. 1929—1931, архитекторы Л. М. Тверской, Г. А. Симонов, И. Г. Капцюг, Т. Д. Каценеленбоген.  памятник архитектуры (вновь выявленный объект)[1]
- Жилмассив рабочих фарфорового завода на Фарфоровской улице, 14-28. 1930, архитектор А. С. Никольский.
- Жилмассив завода «Электросила» на улице Решетникова, Благодатной улице и проспекте Ю. Гагарина. 1930, архитектор Г. А. Симонов.
- Батенинский жилмассив на Лесном проспекте. 1930—1933, архитекторы Г. А. Симонов, Т. Д. Каценеленбоген, В. Р. Соломонов, П. А. Степанов.  памятник архитектуры (вновь выявленный объект)[1]
- Жилой комплекс «Дома Электротока» на набережной Обводного канала, 121. 1929[4].

## Промышленные здания и сооружения

### Водонапорные башни

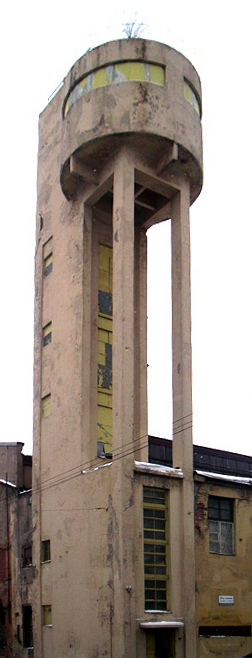
Водонапорная башня завода «Красный гвоздильщик»

- Водонапорная башня гидролизного завода на улице Калинина, 13. 1928.  памятник архитектуры (вновь выявленный объект)[1]
- Водонапорная башня канатного цеха завода «Красный гвоздильщик» на 25-й линии Васильевского острова, 4. 1930—1931, архитектор Я. Г. Чернихов.  памятник архитектуры (вновь выявленный объект)[1]

### Котельные

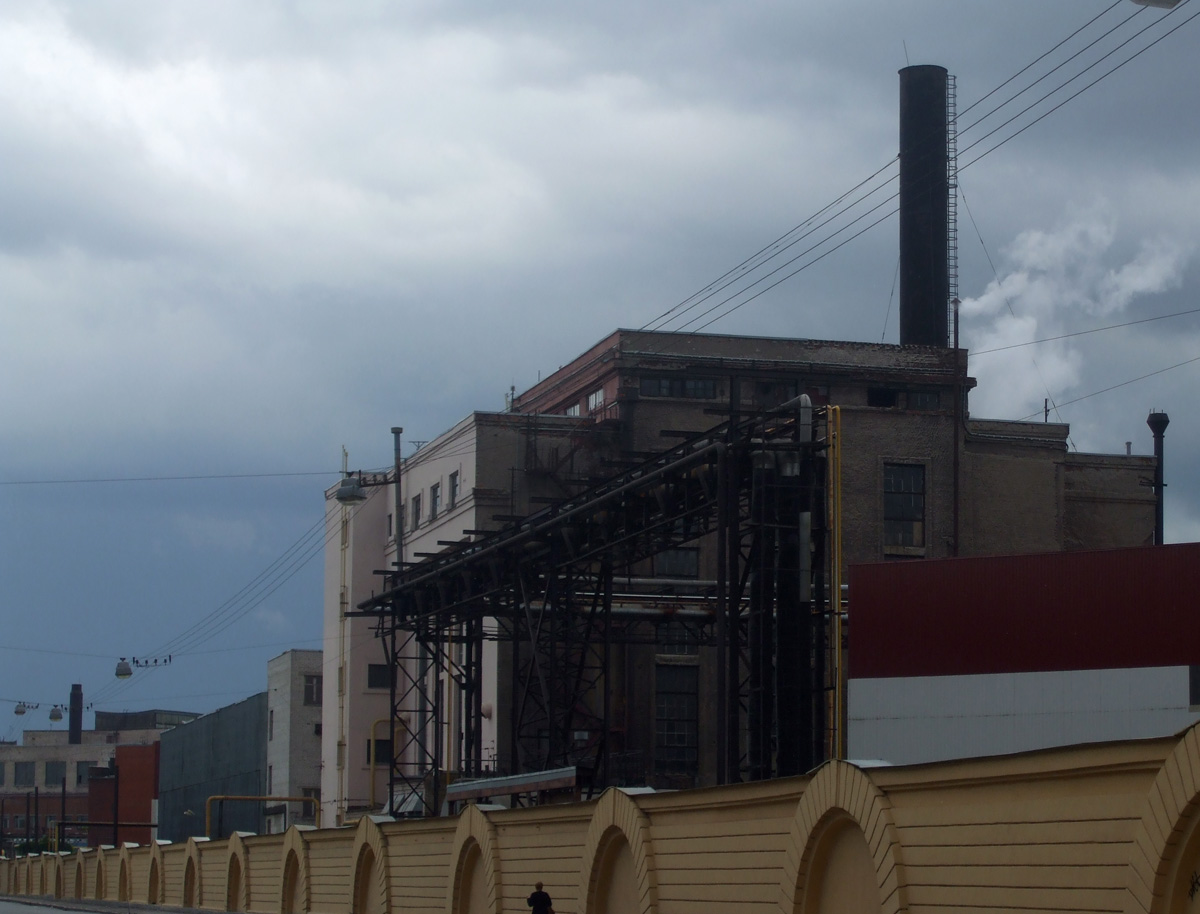
Котельная Балтийского завода на Косой линии.

- Котельная Балтийского завода на Косой линии.

### Заводы и фабрики
- Фабрика «Красное знамя» на Пионерской улице. 1925—1928, архитекторы Э. Мендельсон, И. А. Претро, С. О. Овсянников.  памятник архитектуры (региональный)
- Хлебозавод имени 10-летия Октября (впоследствии назван именем Алексея Бадаева, ныне — основной завод компании «Каравай») на Херсонской улице, 22. 1927, архитектор П. Д. Бункин.  памятник архитектуры (вновь выявленный объект)[1]
- Главное здание деревообрабатывающего завода имени Володарского на проспекте Обуховской Обороны, 76. 1927—1928.
- Левашовский хлебозавод на Барочной улице, 4а. 1930, архитектор А. С. Никольский (?), инженер Г. П. Марсаков.  памятник архитектуры (вновь выявленный объект)[1].
- Ленполиграфмаш на проспекте Медиков, 5-7. 1930—1931, архитекторы Н. Е. Лансере, А. И. Изосимов, З. А. Крылова.
- Цех завода «Измеритель» на Чкаловском проспекте, 50. 1930—1932 (перестройка церкви св. Алексия, человека Божьего).
- Мясокомбинат имени С. М. Кирова (АО «Самсон») на Московском шоссе, 13. 1931—1933, архитекторы Н. А. Троцкий, Р. Я. Зеликман, Б. П. Светлицкий.  памятник архитектуры (вновь выявленный объект)[1]
- Хлебозавод «Арнаут» на проспекте Чернышевского, 16. 1937.
- Элеватор и мельница комбината хлебопродукции имени С. М. Кирова на проспекте Обуховской Обороны, 45. 1938, архитектор Л. Б. Райкин.  памятник архитектуры (вновь выявленный объект)[1]
- Завод имени Козицкого на пересечении 5-й линии Васильевского острова и набережной реки Смоленки (5-я лин. В.о., 70/4). 1938—1940, архитекторы М. И. Брусиловский, Д. П. Бурышкин (перестройка завода «Сименс и Гальске»).  памятник архитектуры (вновь выявленный объект)[1]

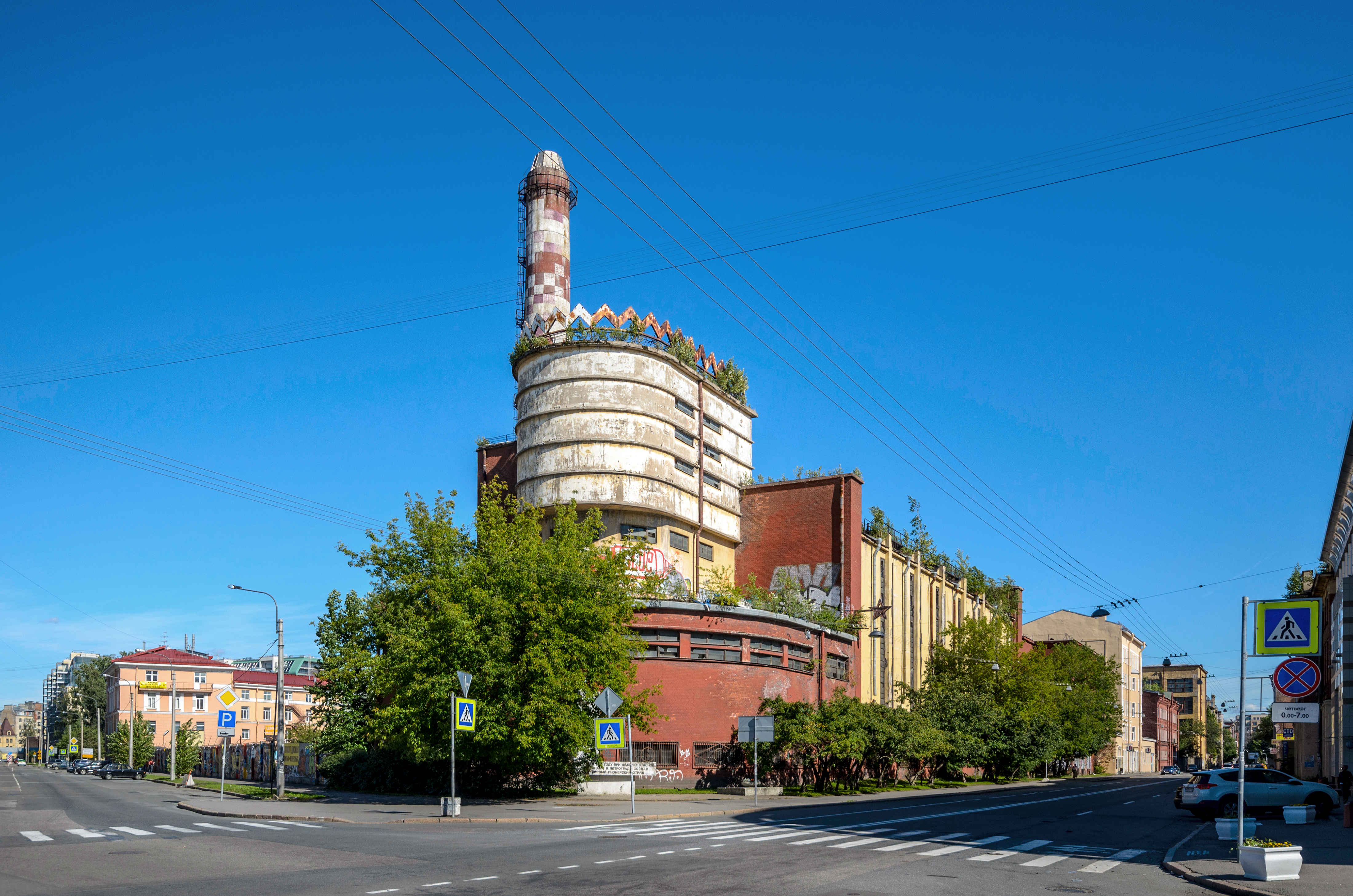
Фабрика «Красное знамя»
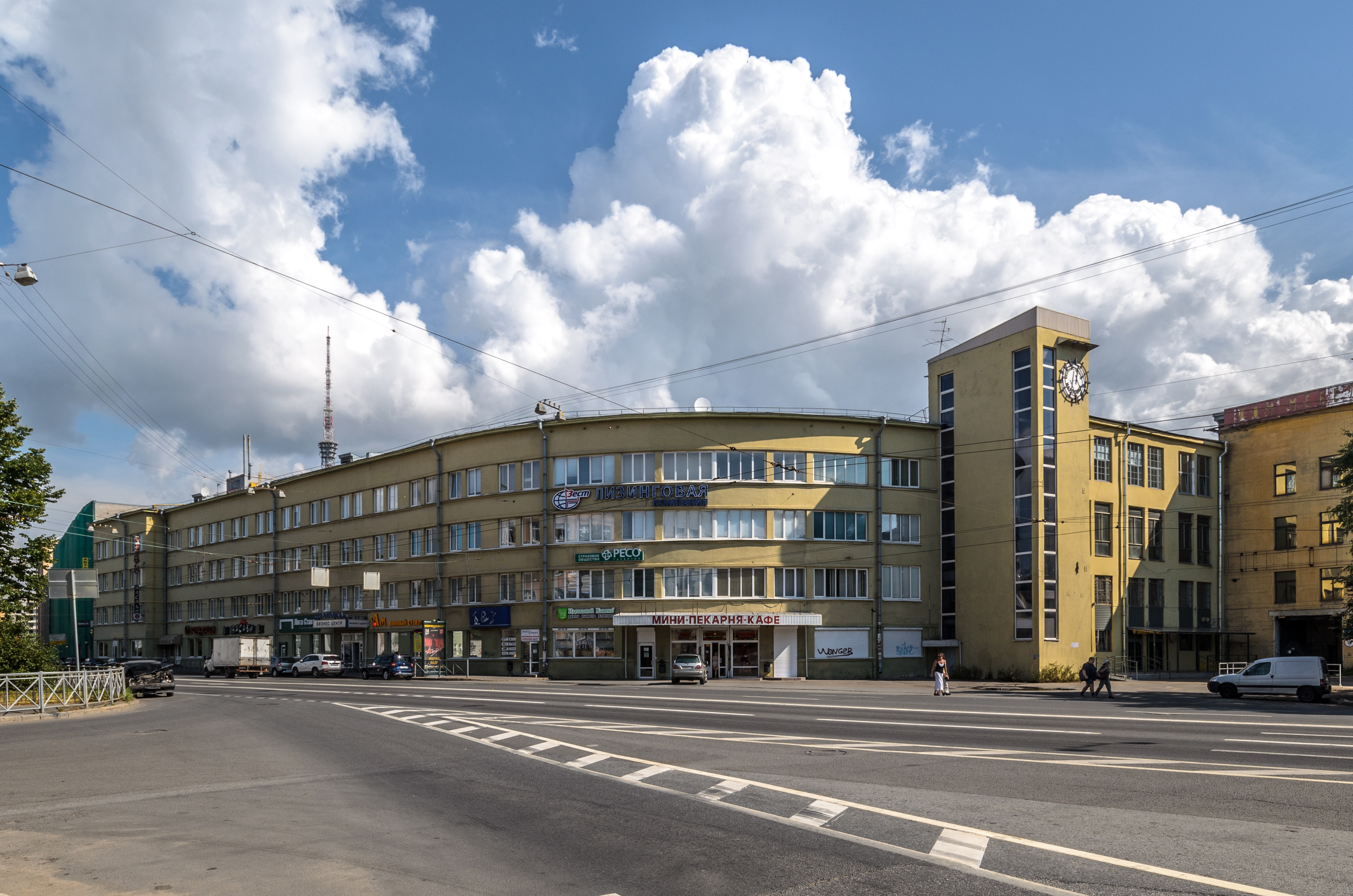
Ленполиграфмаш
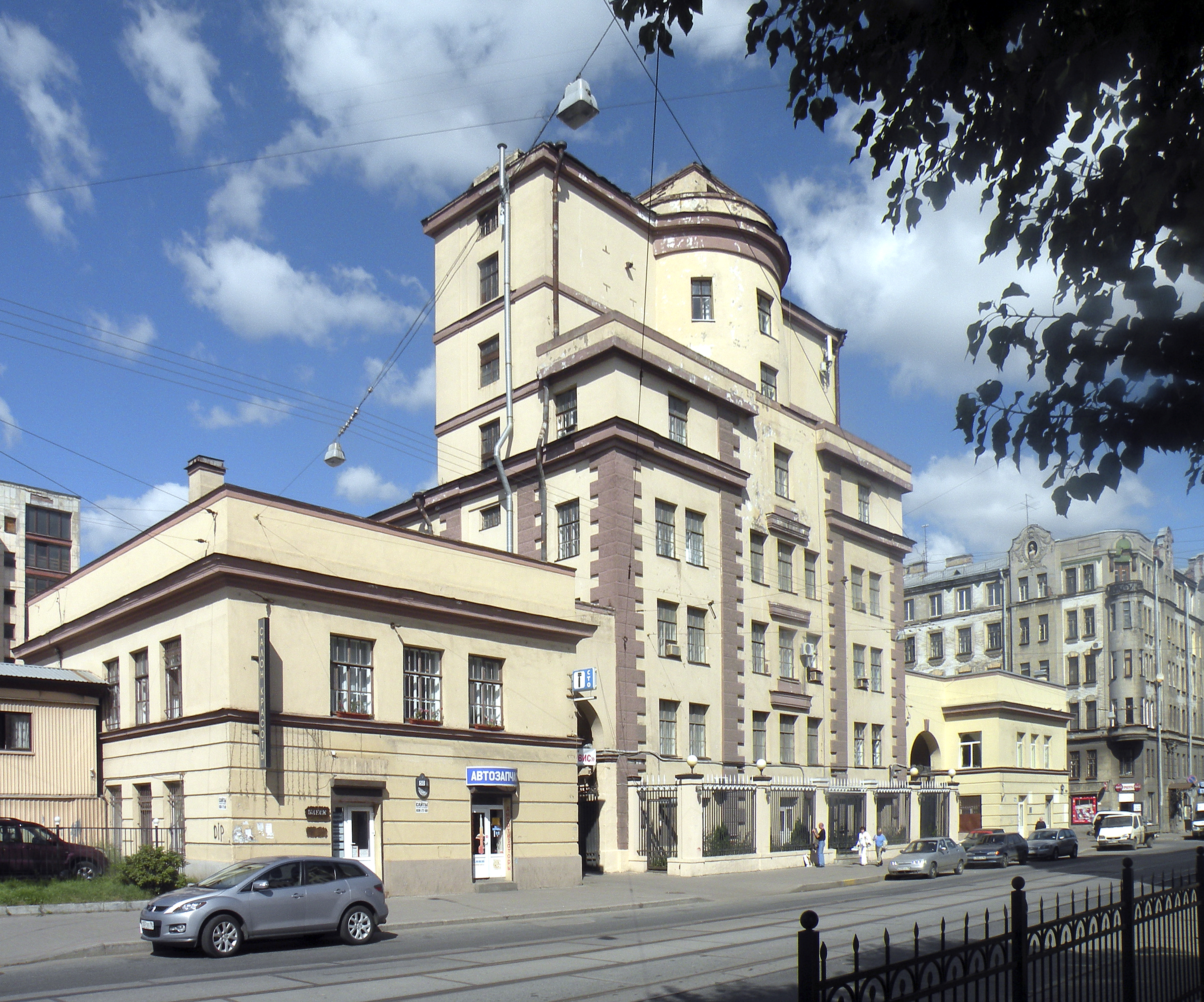
Цех завода «Измеритель»

### Телефонные узлы
- Петроградская АТС на улице Ленина, 5. 1920, архитектор А. С. Никольский.  памятник архитектуры (вновь выявленный объект)[1]
- Некрасовский телефонный узел на улице Некрасова, 3-5. 1928—1930, архитектор А. С. Никольский.  памятник архитектуры (вновь выявленный объект)[1]

### Энергетика
- ГРЭС «Красный Октябрь» — ТЭЦ-5. 1913—1922, архитектор А. А. Оль.  памятник архитектуры (вновь выявленный объект)[1]
- Главная понижающая подстанция Волховской ГЭС на Полюстровском проспекте, 46. 1923—1926, архитектор О. Р. Мунц.  памятник архитектуры (региональный)
- Подстанция Волховской ГЭС на Пионерской улице, 7. 1924, Архитектор Р. И. Коханова.  памятник архитектуры (вновь выявленный объект)[1]
- Понижающая подстанция Волховской ГЭС на улице Ленина, 4. 1924—1926, архитекторы В. А. Щуко, В. Г. Гельфрейх.  памятник архитектуры (вновь выявленный объект)[1]
- Понижающая подстанция Волховской ГЭС на 13-й линии Васильевского острова, 34. 1926, архитекторы В. А. Щуко, В. Г. Гельфрейх.  памятник архитектуры (вновь выявленный объект)[1]
- Вторичная понижающая подстанция Волховской ГЭС на Большом Сампсониевском проспекте, 16. 1926—1927, архитекторы В. А. Щуко, В. Г. Гельфрейх, А. К. Барутчев.  памятник архитектуры (вновь выявленный объект)[1]
- Понижающая подстанция на 6-й линии Васильевского острова, 37а. 1928—1931.
- Котельная ТЭЦ-2 на Новгородской улице, 11. 1930, архитектор Н. А. Троцкий.  памятник архитектуры (вновь выявленный объект)[1]
- Подстанция на Можайской улице, 19. Архитектор Р. И. Коханова.
- Высоковольтная подстанция на углу набережной Обводного канала и Дровяной улицы (наб. Обводного кан., 185).
- Тяговая подстанция № 11. Фонтанка, д.3, лит. А. Архитектор Р. И. Коханова (1920-е годы). Мемориальная доска «Подвигу трамвайщиков блокадного Ленинграда. После суровой зимы 1941—1942 года эта тяговая подстанция дала энергию в сеть и обеспечила движение возрожденного трамвая».
- Высоковольтная лаборатория (Лабораторно-испытательный корпус) НИИПТ на улице Курчатова, 14. 1934-1936.

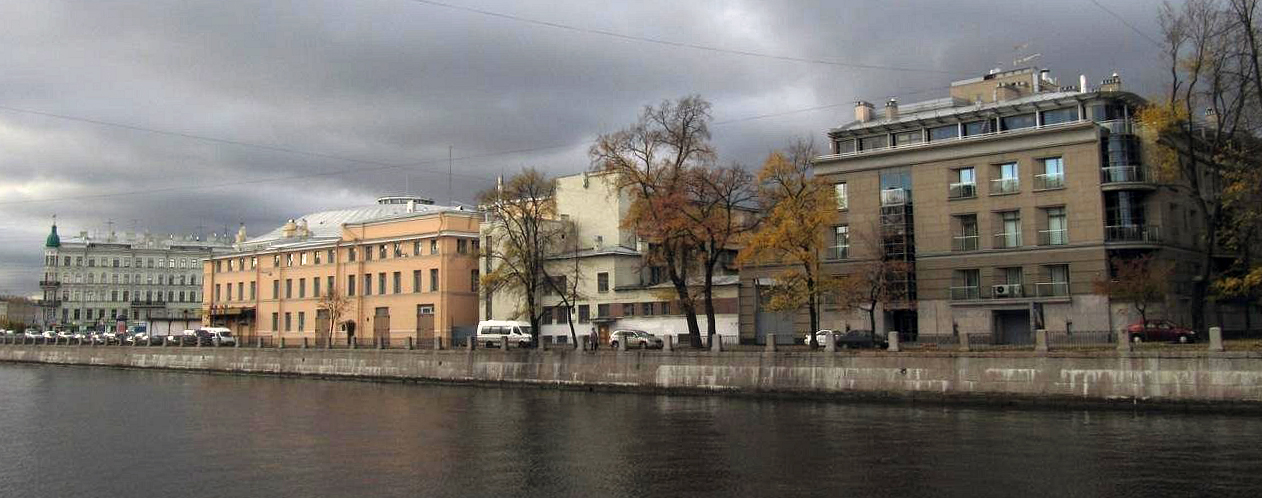
Тяговая подстанция на набережной Фонтанки

## Восприятие
Здания, выполненные в стиле конструктивизма в 1920-е годы считались радикальным новшеством, данный архитектурный стиль отрицал архитектурные приёмы прошлого и пропагандировал идею красоты в рациональности, функциональности и экономности. Выдающийся архитектор эпохи — Яков Чернихов, чьими проектами вдохновлялась Заха Хадид. Уже в 1930-е годы архитектурное течение авангарда стало неудобным для власти, желавшей возродить традицию архитектурной роскоши. В 1970-е годы авангард напоминал о неудачных революционных устремлениях. Современники сдержанно воспринимали конструктивистские здания с его рациональностью и чуждым аскетизмом. Всё это привело к тому, что долгое время памятники конструктивизма не ценились, приходили в упадок и сносились. На сохранность зданий плохо влияли некачественные строительные материалы, применявшиеся в строительстве в 1920-е и 1930-е годы. По состоянию на 2020-е годы многие памятники петроградского и ленинградского авангарда были безвозвратно утрачены.
Тем не менее здания авангарда с 2020-х годов начали признаваться петербургскими градозащитниками и городской общественностью архитектурными памятниками наряду с дореволюционными постройками, достойными защиты от сноса. Это повлияло на то, что некоторые памятники авангарда начали реставрироваться. Например были отреставрированы здания фабрик «Красного гвоздильщика», «Красного знамя», Левашовского хлебозавода.